# Ciclone tropical

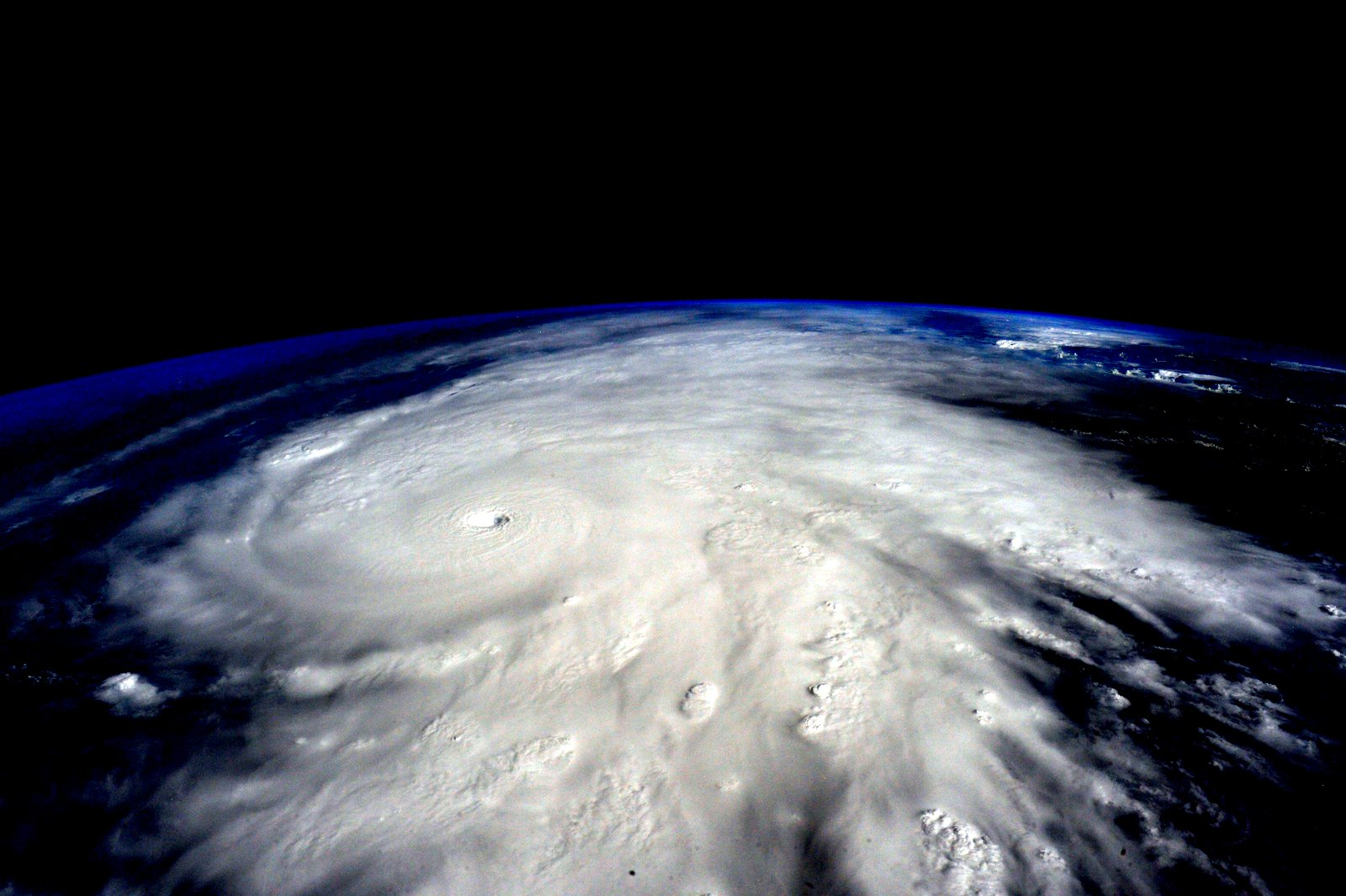
Furacão Patricia (2015) como visto da órbita terrestre durante a Expedição 45 da Estação Espacial Internacional.

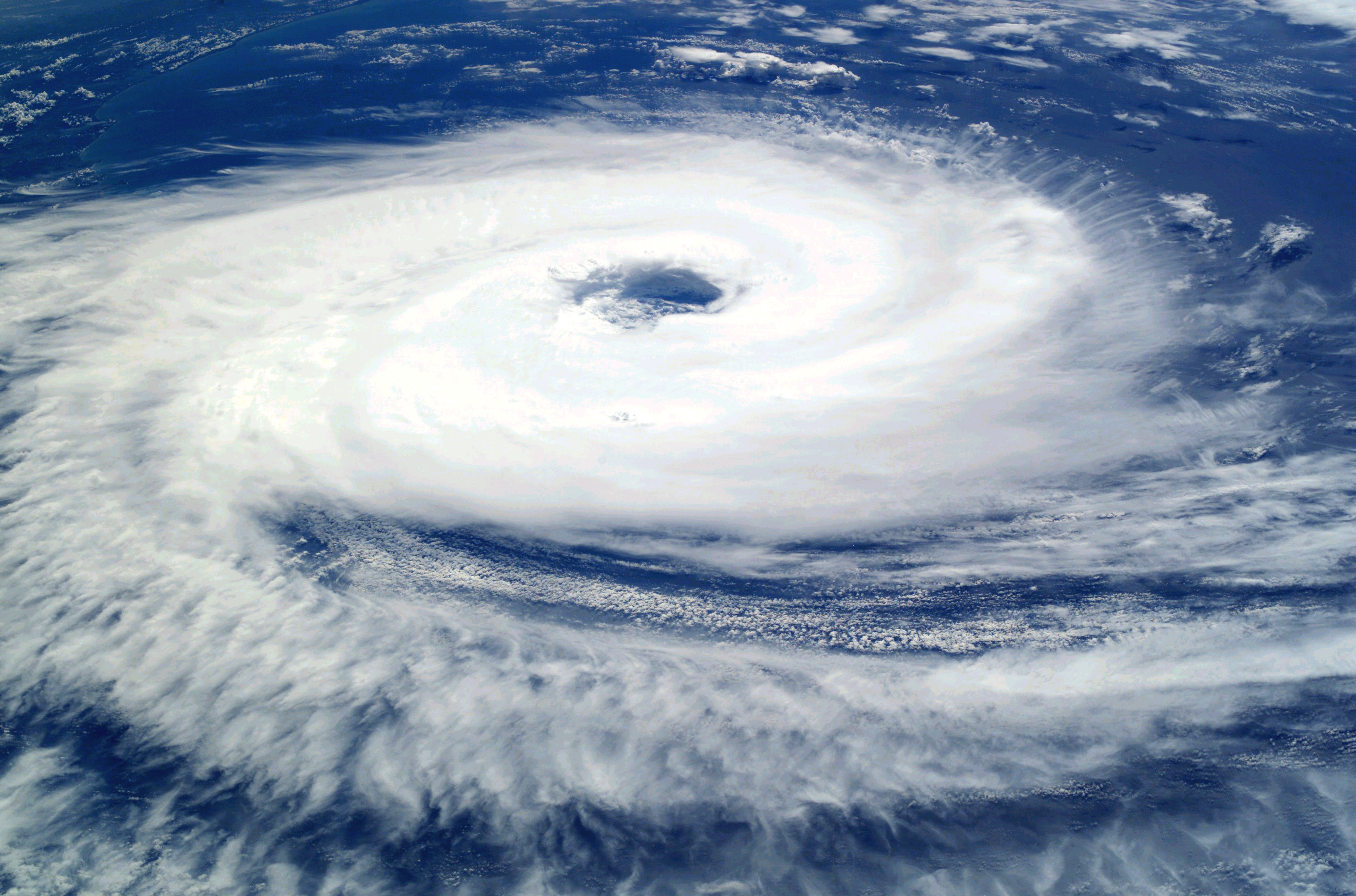
O furacão Catarina, um ciclone tropical do Atlântico Sul raro visto da Estação Espacial Internacional (EEI) em 26 de março de 2004.

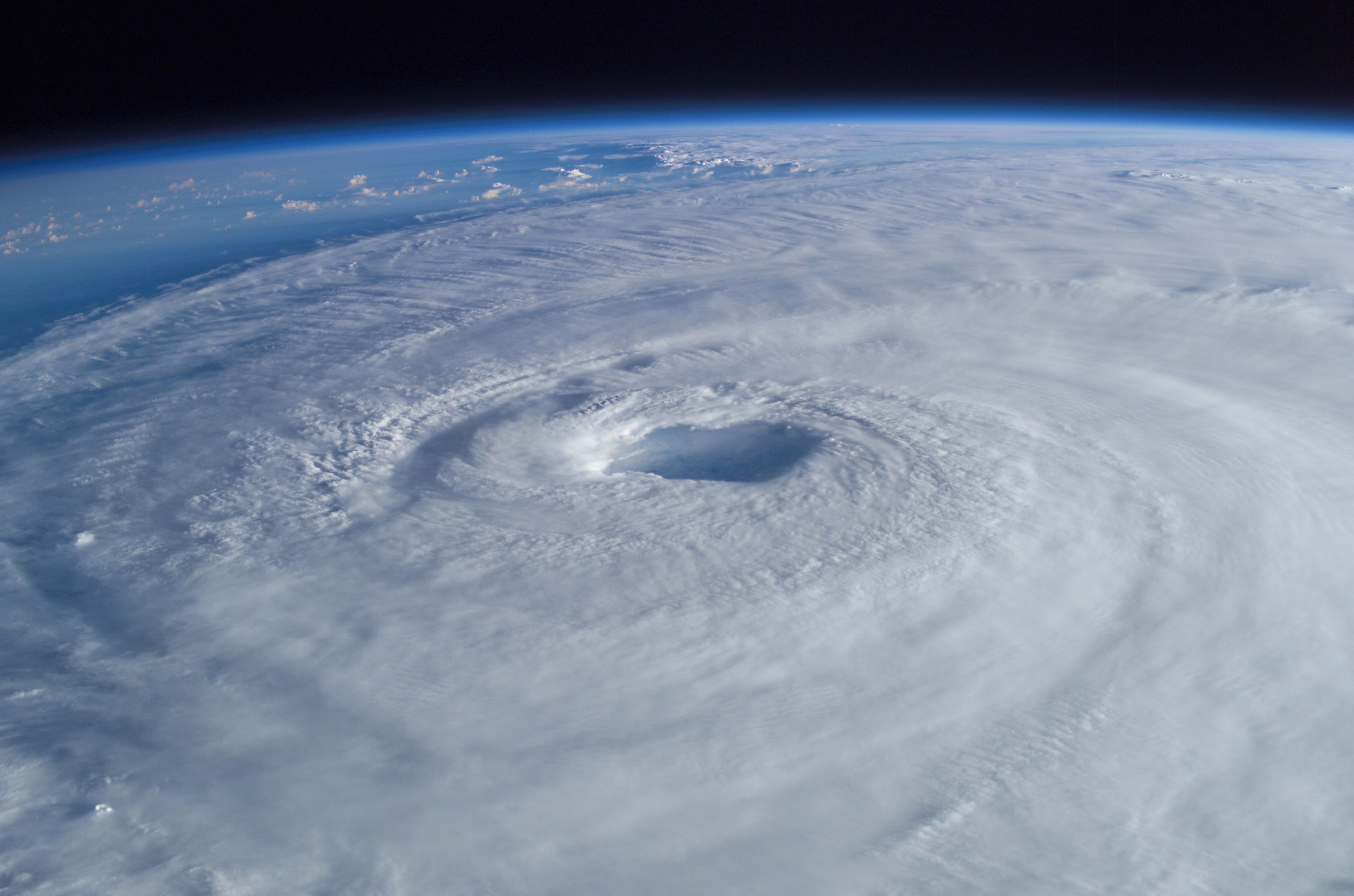
Furacão Isabel (2003) visto da órbita terrestre durante a Expedição 7 da EEI. O olho e outras características próprias de ciclones tropicais são claramente visíveis na imagem.

Um ciclone tropical é uma grande perturbação na atmosfera terrestre. É um sistema formado por grandes tempestades e é caracterizado por ser uma região onde a pressão atmosférica é significativamente menor e a temperatura é ligeiramente maior do que em suas vizinhanças. É uma área de baixa pressão atmosférica com uma circulação fechada de ventos e diferencia-se dos ciclones extratropicais por ter um núcleo quente e um centro bastante definido em sistemas mais intensos, conhecido como olho. A grande diferença de pressão atmosférica entre o centro do ciclone e suas vizinhanças, conhecida como força de gradiente de pressão, gera intensos ventos, que podem ultrapassar 300 km/h em grandes ciclones. Seu giro característico, no sentido anti-horário no hemisfério norte e no horário no hemisfério sul, é inicialmente causado pela força de Coriolis e postergado pela energia liberada pela condensação da umidade atmosférica. Trovoadas e chuvas torrenciais estão frequentemente associadas a ciclones tropicais. Formam-se costumeiramente nas regiões trópicas, aos arredores da Linha do Equador, onde constituem uma parte do sistema de circulação atmosférica, ao moverem calor da região equatorial para as latitudes mais altas. O ciclone tropical é movido pela energia térmica liberada quando ar úmido sobe para camadas mais altas da atmosfera e o vapor de água associado se condensa.
Ciclone tropical é um termo geral para esse fenômeno meteorológico, mas dependendo de sua localização geográfica e de sua intensidade, os ciclones tropicais podem ganhar várias outras denominações, tais como furacão, tufão, tempestade tropical, tempestade ciclônica, depressão tropical ou simplesmente ciclone. De acordo com Ernani de Lima Nascimento, doutor em Meteorologia pela Universidade de Oklahoma (EUA) e professor da Universidade Federal de Santa Maria (UFSM), o termo "tufão" refere-se ao Ciclone Tropical que ocorre no Pacífico Oeste. Se o mesmo fenômeno ocorre no Oceano Atlântico ou no Pacífico Leste, chama-se "furacão".
Produzem ventos e chuvas como qualquer outra região onde há significativas taxas de variação da pressão atmosférica. Entretanto, as taxas de variação da pressão atmosférica em ciclones tropicais são em geral muito acentuadas, e, associados à presença de calor e de umidade em abundância sobre os oceanos quentes, as chuvas e os ventos podem ser particularmente intensos. Os ciclones tropicais também são capazes de gerar ondas fortíssimas e a maré de tempestade, uma elevação do nível do mar também causados pelos ventos intensos quando o sistema se aproxima de uma região costeira. Estes fatores secundários podem ser tão devastadores quanto os ventos e as chuvas fortes. Os ciclones tropicais formam-se a partir de perturbações atmosféricas sobre grandes massas de água quente, onde há alta concentração de calor e umidade que funcionam como seu combustível. No entanto, perdem sua intensidade assim que alcançam regiões costeiras e o continente, pois o calor e a umidade já não estão mais disponíveis. Esta é a razão de as regiões costeiras serem geralmente as áreas mais afetadas pela passagem de um ciclone tropical; regiões afastadas da costa são geralmente poupadas dos ventos mais fortes. Entretanto, as chuvas torrenciais podem causar enchentes severas e as marés de tempestade podem causar imensas inundações costeiras; em algumas ocasiões a água do mar pode chegar a mais de 40 quilômetros da costa. Seus efeitos podem ser devastadores para a população humana, embora possam amenizar estiagens.
A maneira mais comum para a formação de ciclones tropicais é a ocorrência de uma perturbação fraca em condições atmosféricas favoráveis. Existem outros meios menos comuns: um ciclone extratropical pode estar sobre águas suficientemente quentes e imerso em uma região com alta disponibilidade de calor e umidade, tendo todas as condições para se transformar em um ciclone tropical. Este foi o caso do furacão Catarina em 2004, que atingiu a costa da região sul do Brasil como um ciclone tropical com ventos de até 185 km/h. Os ciclones tropicais são os causadores de alguns dos piores desastres naturais do mundo. Em 2008, o ciclone Nargis causou mais de 150 000 fatalidades em Mianmar. O ciclone de Bhola de 1970 causou mais de 300 000 mortes em Bangladesh. Algumas regiões do mundo estão mais propensas a serem atingidas por ciclones tropicais do que outras: o leste da China costuma ser atingida por dez ciclones por ano, enquanto nas Filipinas este número pode chegar a vinte. Japão, Austrália, Madagascar, os países do Caribe, México e os Estados Unidos também são atingidos por ciclones todo ano, mas em geral esses países estão mais preparados para a eventual chegada de um ciclone tropical: os Estados Unidos, por exemplo, têm uma agência especial para a previsão e monitoramento de ciclones, o Centro Nacional de Furacões. Entretanto, outros países são menos propensos ou nunca recebem em suas costas um ciclone tropical. Os países banhados pelo Mar Arábico e o Golfo de Bengala podem ser afetados por ciclones tropicais de grande intensidade uma vez em cinco anos, enquanto que no Atlântico Sul, onde as águas são demasiadamente frias para suportar ciclones tropicais, a geração desses sistemas tem ficado mais comum.

## Ciclone x Tornado
Ciclone e tornado são diferentes tipos de movimentos giratórios de ar e causam fortes estragos por onde passam graças aos seus fortes ventos, o que pode causar certa confusão se trata-se de um fenômeno, ou do outro. Por isso, a diferença entre Ciclone e Tornado segue abaixo:
- Ciclone – refere-se a um movimento de ar giratório que se apresenta em uma grande área, envolvendo centenas de quilômetros. Costuma apresentar ventos com velocidades iguais ou superiores a 120 km/h e é bastante destrutivo, pois atinge um grande número de áreas. Seu diâmetro pode alcançar os 1 500 km.[2]
- Tornado – também é um movimento de ar giratório, mas que se estabelece em uma área menor, embora se apresente em velocidades maiores, que giram em torno dos 500 km/h ou mais. O grau de destruição do tornado, nos pontos onde passa, é até maior que o do ciclone, porém atinge uma área mais restrita. São perfeitamente visíveis diretamente, uma vez que seu diâmetro não costuma ultrapassar os 2 km.[2]

## Estrutura física dos Ciclones
| Tamanhos de ciclones tropicais              | Tamanhos de ciclones tropicais |
| Isóbara mais externa                        | Tipo                           |
| ------------------------------------------- | ------------------------------ |
| Menor do que 2 graus de latitude (< 222 km) | Muito pequeno/anão             |
| 2 a 3 graus (222 a 333 km)                  | Pequeno                        |
| 3 a 6 graus (333 a 666 km)                  | Médio/normal                   |
| 6 a 8 graus (666 a 888 km)                  | Grande                         |
| Mais de 8 graus de latitude (> 888 km)      | Muito grande                   |

Todos os ciclones tropicais são naturalmente áreas de convecção atmosférica, onde o ar quente e úmido sobe para altas camadas da atmosfera, e o ar frio e seco desce novamente para superfície. Esse processo causa a diminuição da pressão atmosférica na superfície. Por isso, ciclones tropicais são considerados áreas de baixa pressão atmosférica. As medições da pressão atmosférica nos centros dos ciclones tropicais estão entre as menores já registradas mundialmente ao nível do mar. Esses sistemas tropicais são um dos fenômenos meteorológicos mais intensos da atmosfera terrestre e são movidos pela liberação de grandes quantidades de calor de condensação, quando o ar úmido é levado para camadas mais altas na atmosfera e sua umidade associada se condensa. A energia térmica disponível através desse processo intensifica a convecção atmosférica. O ciclone tropical funciona como um grande "aspirador", sugando o ar da superfície e expulsando-o em altas altitudes. A diferença de pressão atmosférica entre o centro do ciclone e suas vizinhanças geram a força de gradiente de pressão, que acelera o ar para o centro do sistema tropical, mas a força de Coriolis põe esta massa de ar em movimento em rotação, no sentido horário no hemisfério sul e anti-horário no hemisfério norte.

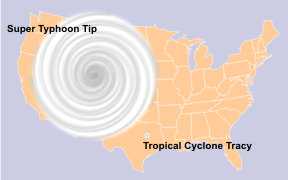
Os tamanhos relativos do tufão Tip, do ciclone Tracy e dos Estados Unidos Continentais.

No centro do ciclone, o ar ascende para altitudes mais altas e se esse fluxo de ar for suficientemente intenso, surge o olho. Naturalmente, o centro do ciclone tropical é mais quente do que suas vizinhanças. Em altas altitudes, surge um anticiclone logo acima do sistema tropical, pois o ar inicialmente "sugado" é expulso na alta troposfera, que se acumula e se movimenta para fora do ciclone e posta em rotação também pela força de Coriolis, quanto mais rápido for o processo de "exaustão", mais intenso o ciclone poderá ficar. Uma vez que a principal fonte de energia de um ciclone tropical é o ar úmido, a sua carência ou ausência pode significar o enfraquecimento ou a dissipação do sistema.

### Tamanho
Todo ciclone tropical é composto por uma circulação ciclônica fechada de ventos. A medida de tamanho de um ciclone tropical é determinada pela medição da distância de seu centro de circulação de ventos até a região onde a circulação ciclônica de ventos ainda é fechada, verificada tecnicamente através de sua isóbara fechada mais externa. Se a medida do raio estiver menor do que dois graus de latitude (222 km), então o ciclone é 'muito pequeno' ou 'anão'. Se a medida do raio estiver entre 2 e 3 graus (222 a 333 km), então o ciclone é considerado 'pequeno'. Se a medida do raio estiver entre 3 e 6 graus (333 a 666 km), então o ciclone será considerado um ciclone de 'tamanho normal'. Ciclones tropicais são considerados 'grandes' quando seu raio medir entre 6 e 8 graus (666 km a 888 km). Ciclones tropicais são considerados ‘muito grandes’ quando o seu raio ultrapassa 8 graus (mais de 888 km). Existem ainda outros métodos de determinar o tamanho de um ciclone tropical, como por exemplo a medida do raio de ventos máximos.

## Dinâmica: convecção atmosférica, força de gradiente de pressão e força de Coriolis

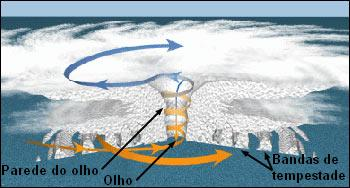
Estrutura de um ciclone tropical. A massa de ar quente e úmido na superfície segue ciclonicamente para o centro do sistema, onde ascende, formando o olho e a parede do olho. Em altas altitudes, o ar já seco e frio, segue para fora do sistema em sentido anticiclônico.

Os ciclones tropicais formam-se a partir da organização de regiões de convecção atmosférica sobre as águas quentes dos oceanos tropicais. A convecção atmosférica, como em qualquer fluido, é uma forma de distribuição de calor. Sobre águas quentes, o ar é aquecido e torna-se menos denso, tendendo a subir para camadas atmosféricas mais altas, assim como um balão de ar quente. Esse ar também está carregado de umidade e quando essa massa de ar se eleva para camadas atmosféricas mais altas, onde a temperatura é menor, a umidade associada se condensa. A condensação do vapor de água libera calor latente e contribui para o aquecimento da massa de ar em elevação, intensificando ainda mais o processo de convecção e funcionando como uma retroalimentação positiva para o fenômeno. Em outras palavras, a presença de ar úmido funciona como um "combustível" para a manutenção da região de convecção. Como o ar sobe para camadas mais altas da atmosfera em regiões de convecção, a pressão atmosférica tende a diminuir na superfície. Portanto, na região de convecção, a pressão atmosférica é menor do que nas vizinhanças. A diferença de pressão atmosférica entre a região de convecção e as vizinhanças causa o surgimento da força de gradiente de pressão, principal fator da origem dos ventos. A força de gradiente de pressão surge como consequência da tentativa de equilíbrio da pressão atmosférica em diferentes regiões: o vento flui de regiões onde a pressão atmosférica é maior para regiões onde a pressão é menor. Entretanto, essa advecção (movimento horizontal) dos ventos causa o efeito oposto: são transportados para a região de convecção atmosférica mais ar úmido, que alimenta essa região com mais calor, intensificando-a desta maneira. Quanto mais ar úmido ingressar na região de convecção, mais intensa ela será. Nas camadas mais altas da troposfera, o ar que previamente era quente e úmido esfria e seca e é expulso da região de convecção. Como o ar frio é mais denso, retorna para as camadas mais baixas da atmosfera, podendo novamente se aquecer e umedecer e fazer parte novamente do processo de convecção.

Corte transversal de um ciclone tropical. As setas indicam a direção do vento.

Entretanto, para que esse processo ocorra, é essencial que não haja diferenças significativas de velocidade horizontal nas diversas camadas da troposfera. Essas diferenças de velocidade são conhecidas como cisalhamento do vento: se os valores do cisalhamento do vento forem significativamente altas, a região de convecção não se sustenta, pois o ciclo do ar onde o ar quente e úmido e quente sobe e o ar frio e seco desce não se completa; é literalmente "cisalhado" pelas diferentes velocidades das camadas horizontais da troposfera. Esse processo de convecção atmosférica, naturalmente barotrópica, ocorre apenas em águas quentes dos oceanos tropicais, onde a temperatura da superfície do mar é superior a 26 °C. Nessas condições, há ar úmido suficiente para que a região de convecção se sustente. Por outro lado, não há ar úmido suficiente sobre águas mais frias ou sobre continentes, não tendo, portanto, condições para a sustentação de uma região de convecção.
Em regiões de convecção atmosférica significativa, existe um ponto onde a pressão atmosférica é a menor, indicando seu centro. A pressão atmosférica eleva-se quando se distancia radialmente desse centro. Como os ventos fluem de regiões onde a pressão é maior para regiões onde a pressão é menor, os ventos seguem radialmente para esse centro. Entretanto, as regiões de convecção tropical normalmente têm dimensões maiores do que centenas de quilômetros, podendo chegar a 2 000 km de diâmetro, e o ar em movimento é desviado de sua trajetória radial inicial pela força de Coriolis, uma força fictícia que se manifesta sobre referenciais não-inerciais em rotação. Como a própria Terra completa uma volta em si mesma a cada 24 horas, logo existe a força de Coriolis sobre a superfície terrestre. Tal força é perpendicular ao eixo da Terra e tem maior pronunciação nas regiões polares, onde a superfície também está próxima de ser perpendicular em relação ao eixo da Terra (nos polos sul e norte, a superfície é exatamente perpendicular ao eixo da Terra, ignorando-se o relevo).

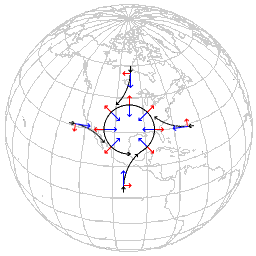
Diagrama dos fluxos de ar em direção ao centro de um ciclone tropical. A força de Coriolis causa a deflexão dos ventos em direção anti-horário no hemisfério norte.

A força de Coriolis tem menor pronunciação nas regiões trópicas, onde a probabilidade para a formação de ciclones tropicais é maior. A superfície nessas regiões é praticamente paralela ao eixo da Terra, inibindo os efeitos da força de Coriolis (a superfície é exatamente paralela ao eixo da Terra na Linha do Equador e a força de Coriolis é nula sobre essa linha). A força de Coriolis age como um torque que põe em rotação o vento que se encaminha para o centro da região de convecção. Assim, toda a massa de ar que segue para o seu centro é posta em rotação pela força de Coriolis. Forma-se assim uma região ciclônica de ventos em torno do centro da região de convecção. Porém, uma circulação ciclônica de origem tropical forma-se apenas quando há ar úmido suficiente, ou seja, nas regiões tropicais.  Contraditoriamente, são nas regiões trópicas onde a força de Coriolis é menos pronunciada. É por esse motivo que ciclones tropicais não se formam costumeiramente em latitudes menores que 5°, mas também não se formam com regularidade em latitudes maiores que 30°, onde não há ar úmido suficiente para a sua formação e sustentação. A força de Coriolis é responsável apenas pelo desvio da trajetória inicial dos ventos na direção radial, para sentido anti-horário no hemisfério norte e para o sentido horário no hemisfério sul, mas não é responsável pela intensificação de um ciclone tropical. A intensificação é causada pelo desenvolvimento do processo cíclico da convecção atmosférica, que depende muito da quantidade de ar úmido disponível. Quando a região de convecção atmosférica está dotada de uma circulação ciclônica de ventos, com ventos máximos sustentados superior a 12,5 m/s, tal região é designada como uma depressão tropical e já pode ser considerada como um ciclone tropical típico.
A principal característica de um ciclone tropical desenvolvido é a sua coluna de ar ascendente em seu centro, que faz parte do processo de convecção atmosférica. Esta coluna será mais bem estruturada e desenvolvida quanto mais intensa for a convecção atmosférica. Nesta coluna de ar ascendente, o ar quente e úmido sobe em rotação. Quanto mais desenvolvida for esta coluna de ar ascendente, mais ar úmido e quente subirá em rotação, que terá também uma maior velocidade angular. Na superfície, os menores valores de pressão atmosférica são registrados nessa coluna: quanto mais brusca for a variação da pressão atmosférica do centro em comparação com as vizinhanças, maior será a força de gradiente de pressão e maior será o fluxo de ar que fará parte da circulação ciclônica de ventos. Se a massa de ar ingressante tiver umidade em abundância, mais intenso o processo de convecção será.

## Mecânica ciclônica
Como o ar tem massa e adquire velocidade tangencial quando adentra à circulação a uma certa distância de seu centro, pode-se dizer que tal massa tem momento angular. Basicamente o momento angular dessa massa de ar na circulação ciclônica se conserva (apenas torques externos alteram o momento angular e boa parte desses torques é representada pelos torques de atrito com a própria superfície do oceano). Como a massa de ar se aproxima do centro ciclônico com o passar do tempo (a coluna de ar ascendente funciona como um "aspirador", consequência da força de gradiente de pressão), deve ganhar velocidade tangencial para que o momento angular se conserve. Por isso, os ventos são mais fortes no centro do ciclone do que em seus arredores. Como a massa de ar é úmida, essa umidade também se concentra no centro do ciclone, causando severas tempestades e aguaceiros. Em um determinado instante, os torques de atrito com a superfície do mar, a força de gradiente de pressão, que age como uma força centrípeta, a força de Coriolis, que continua agindo enquanto a massa de ar se aproxima do centro ciclônico e a própria inércia da massa de ar em rotação se equilibram nas imediações do centro. A partir de então, não há outro caminho a não ser a ascendência do ar para as camadas mais altas da troposfera.

### Olho e o núcleo interno

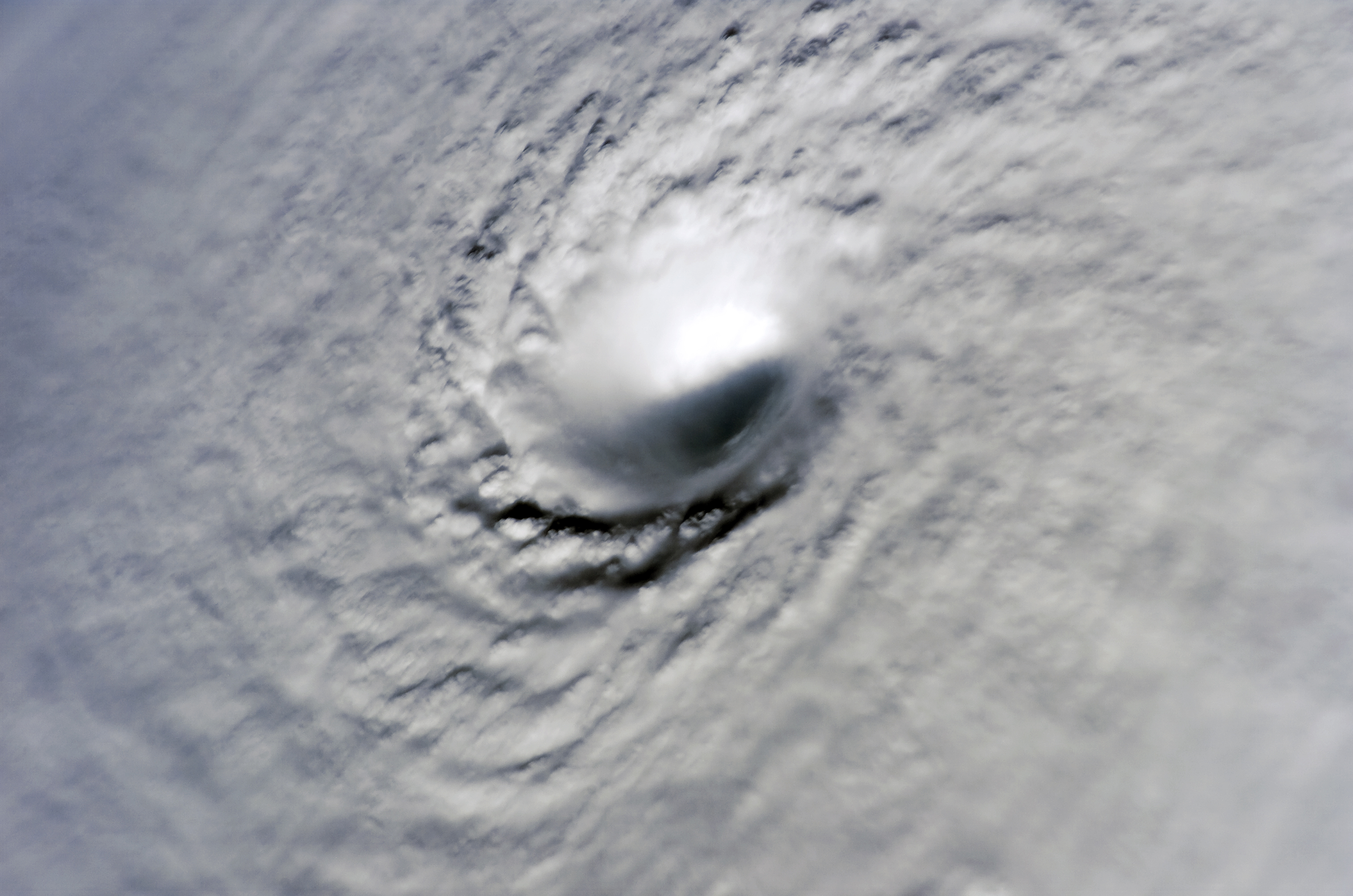
Olho do furacão Wilma, em 2005. Nota-se um grande "efeito estádio": o diâmetro na base do ciclone é menor do que em altas altitudes.

Um ciclone tropical age como um "aspirador" gigantesco: uma grande quantidade de ar é sugado da superfície e levado para camadas mais altas da atmosfera. Se o fluxo de ar nessa coluna for suficientemente intensa, surge no centro do ciclone uma região livre de nuvens conhecida como olho. Na superfície, as condições meteorológicas no olho são normalmente calmas, isto é, sem chuvas ou ventos fortes, e é possível ver parte do céu sem nuvens. É no olho que se situam os menores valores de pressão atmosférica: no olho do tufão Tip, no auge de sua intensidade, a pressão atmosférica estava em 870 milibares, a menor pressão atmosférica a nível do mar já registrada na história. O olho é normalmente circular em sua forma e pode variar entre 3 a 370 quilômetros de diâmetro. Ciclones tropicais particularmente intensos podem exibir olhos com diâmetro muito pequeno em comparação com o restante da tempestade. Tais olhos são conhecidos como "buracos de alfinete" e indicam que a velocidade do fluxo de ar ascendente é muito grande.  O olho "buraco de alfinete" geralmente indica um ciclone tropical de grande intensidade, mas há controversas na descrição de sua mecânica. Porém, o olho ocorre apenas em ciclones tropicais intensos e bem estruturados. Em sistemas menos intensos, a coluna de ar ascendente não está completamente estruturada, permitindo a formação de densas regiões de tempestade em seu centro. Essas pesadas nuvens são conhecidas como centro denso nublado e é uma área onde há intensa atividade de trovoadas e ventos. Em ciclones tropicais fracos, a principal região de atividade meteorológica são os centros densos nublados.

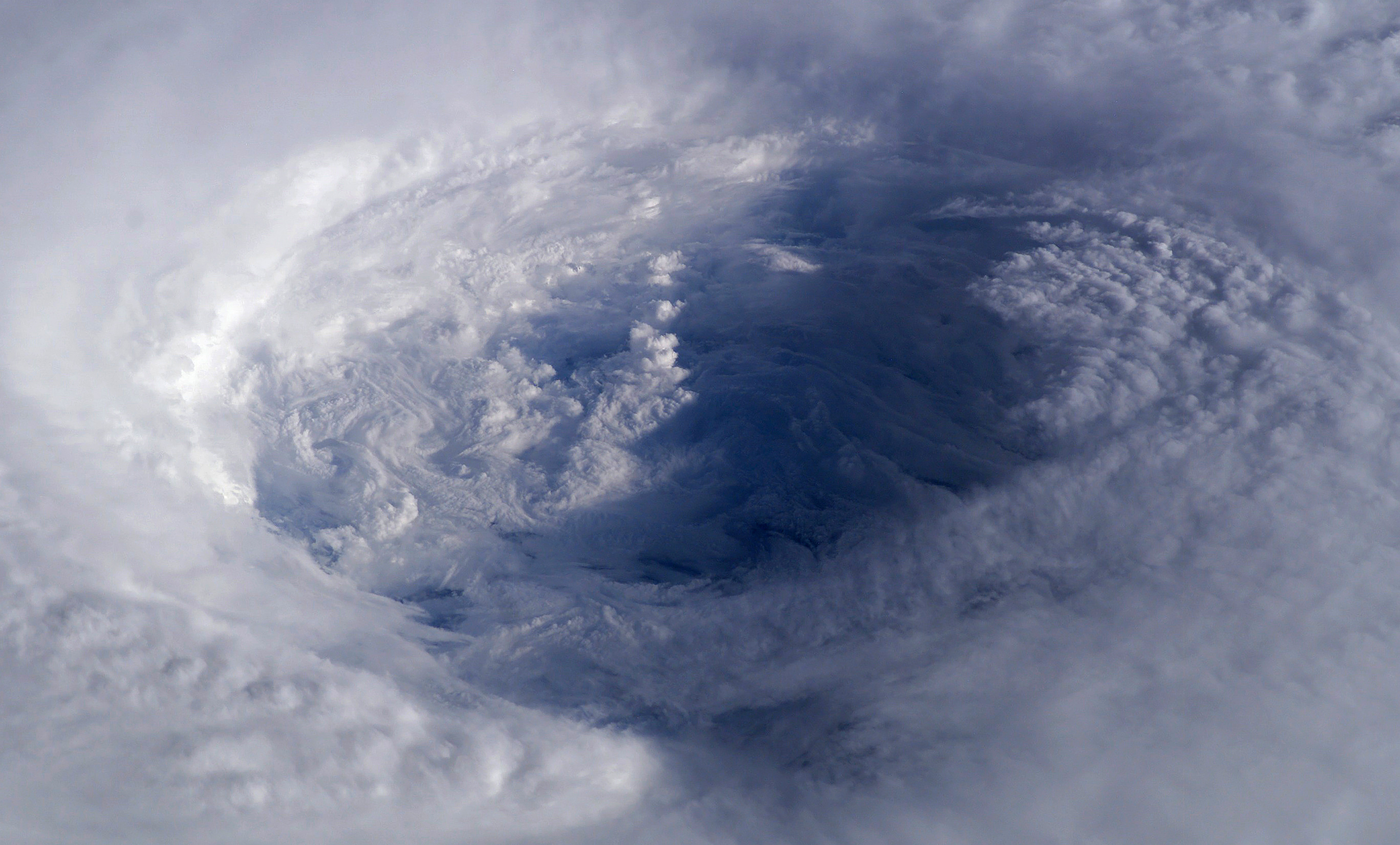
Olho do furacão Isabel, em 2003. O olho do furacão Isabel é dezenas de vezes maior do que o olho do furacão Wilma.

As condições mais severas de um ciclone tropical são observados em torno do olho, em bandas de tempestade que imediatamente o rodeiam e por isso são conhecidas como a "parede do olho". Basicamente, a parede do olho é uma circunferência de tempestades violentas e é nesta região de um ciclone tropical que são encontrados os ventos mais fortes, onde as tempestades alcançam o pico de intensidade e também onde a precipitação é a maior. Os maiores danos de um ciclone tropical são causados quando a parede do olho atinge a costa litorânea. Em sistemas particularmente intensos, a parede do olho pode exibir uma curvatura vertical característica, que lembra um estádio circular em imagens de satélite de boa resolução. Os meteorologistas referem-se a este fenômeno como efeito estádio. A coluna de ar que ascende logo acima da superfície gira a uma grande velocidade angular. Basicamente, quem mantém o ar em rotação é a grande força de gradiente de pressão no interior de ciclones tropicais, que age como uma força centrípeta: a força de Coriolis apenas causa o impulso inicial para o sistema girar. Entretanto, a velocidade angular do ciclone diminui com altura, mas nenhum torque é exercido sobre a massa de ar em rotação em maiores altitudes, pois está livres dos torques de atrito na superfície. Portanto, o momento angular se conserva e consequentemente o raio do olho deve ser maior conforme a altitude.
O olho de um ciclone tropical pode sobreviver durante todo o tempo em que o sistema está intenso. Porém, alguns ciclones tropicais podem sofrer ciclos de substituição da parede do olho. Quando atingem seu pico de intensidade, normalmente apresentam uma parede do olho muito bem desenvolvida. Nestes ciclones, o olho é menor em diâmetro e consequentemente a parede do olho também terá um diâmetro menor. Como o raio de ventos máximos está concentrado na parede do olho, pode ter um diâmetro que varia de 10 a 25 quilômetros em sistemas particularmente intensos. Entretanto, bandas de tempestade mais externas podem se organizar para formar outro anel de tempestades e trovoadas, uma nova parede do olho. Esta nova parede do olho começa a usar a energia disponível inicialmente para a primeira parede do olho: em um determinado instante, toda a energia disponível para o ciclone está sendo dividida para as duas paredes do olho, e em casos mais raros, para três paredes. Portanto, as paredes do olho não podem usufruir da energia total disponível individualmente e a intensidade do ciclone tropical diminui. Normalmente, a parede do olho que circunda imediatamente o olho esmaece e desaparece e a segunda parede do olho passa a usufruir de toda a energia total disponível. Assim, o ciclone pode voltar a ter a sua intensidade inicial ou em alguns casos, o ciclone poderá estar mais intenso após a substituição da parede do olho terminar, pois a energia disponível pode ser maior do que antes do ciclo de substituição.

### Bandas de tempestade

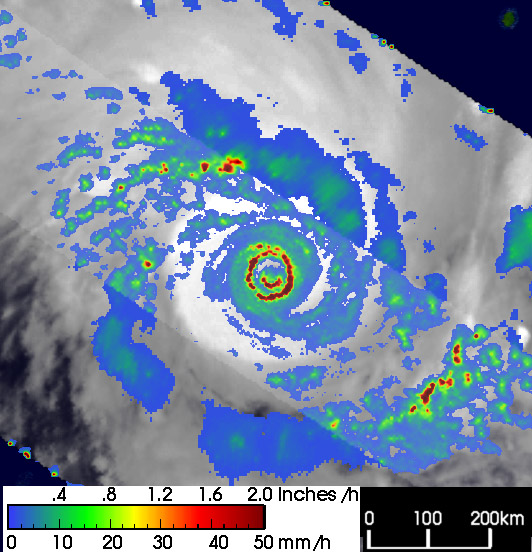
As bandas de tempestade do ciclone Heta, em 2004, e são mostradas em azul (menor intensidade) a vermelho (maior intensidade) nessa imagem do satélite da Missão de Mensuramento de Chuvas Tropicais. Nessa imagem é possível identificar a parede do olho que rodeia completamente o centro do sistema e outras bandas mais externas de tempestade.

Bandas de tempestade são bandas de nuvens que produzem tempestades e trovoadas que acompanham o giro do ciclone, orbitando seu centro, resultado na grande quantidade de ar úmido que adentra a circulação ciclônica. Os ventos fortes e trovoadas ocorrem nessas bandas de tempestade, especialmente se essas estão bem desenvolvidas e circundam completamente o olho. Muitas vezes a circulação fechada dos ventos pode não ser totalmente preenchida por bandas de tempestade, havendo regiões sem chuvas, embora o vento entre as bandas de tempestade não cesse completamente. Tornados freqüentemente ocorrem nas bandas de tempestade de um ciclone tropical. Ciclones tropicais anulares se distinguem de outros ciclones pela disposição de suas bandas de tempestade dentro da circulação ciclônica de ventos: estes apresentam uma maciça banda tempestuosa em torno de seu olho, com um diâmetro excepcionalmente grande, e não apresentam outras importantes bandas de tempestade. Enquanto todos os ciclones tropicais requerem divergências atmosféricas, ou seja, uma grande facilidade de escoamento do vento nas camadas mais elevadas da troposfera para continuarem a se intensificar, a divergência atmosférica em ciclones tropicais também está em todas as direções a partir de seu centro, permitindo a formação de novas bandas de tempestade quando as condições meteorológicas estão favoráveis.[carece de fontes?]

### Anticiclone na alta troposfera
Um ciclone tropical age como um grande "aspirador" na superfície: a partir de seu centro o ar é lançado para camadas mais altas da atmosfera, formando assim a sua coluna de vento vertical ascendente. Em sistemas particularmente intensos, o fluxo de ar impede que nuvens sejam formadas, formando assim o olho. Como o ciclone tropical "suga" o ar na superfície, a pressão atmosférica é significativamente menor no seu centro do que nas vizinhanças. Entretanto, em seu topo o ciclone "expulsa" o ar, formando assim na alta troposfera um anticiclone, ou seja, uma área onde a pressão atmosférica é maior do que nas vizinhanças. A força de Coriolis também causa o seu movimento anticiclônico, embora essa força seja, contraditoriamente, o causador do movimento ciclônico do sistema em baixas altitudes. Na alta troposfera, o ar seco e frio tende a sair do centro do sistema, causado pelo estabelecimento de uma força de gradiente de pressão com sentido radial inverso ao observado na superfície e sensivelmente mais fraca. Consequentemente, o anticiclone acima do ciclone é geralmente menor e tem um movimento circular retrógrado em relação a este. Como característica dos anticiclones, não há a presença de quantidades significativas de umidade, que fora previamente "usado" pelo ciclone. Dependendo da altitude, os ventos associados a um sistema tropical na superfície podem ser extremamente intensos, mas enfraquecem-se conforme a altitude. Em uma determinada altura, a circulação é interrompida e passa, a partir de então, a girar retrogradamente, já livre de umidade. Porém, para que o sistema tropical se mantenha ativo, é necessário que a coluna de ar ascendente se mantenha intacta e diferenças de velocidade entre as camadas atmosféricas, cisalhamento do vento, simplesmente podem quebrá-la, danificando toda a estrutura do ciclone tropical.

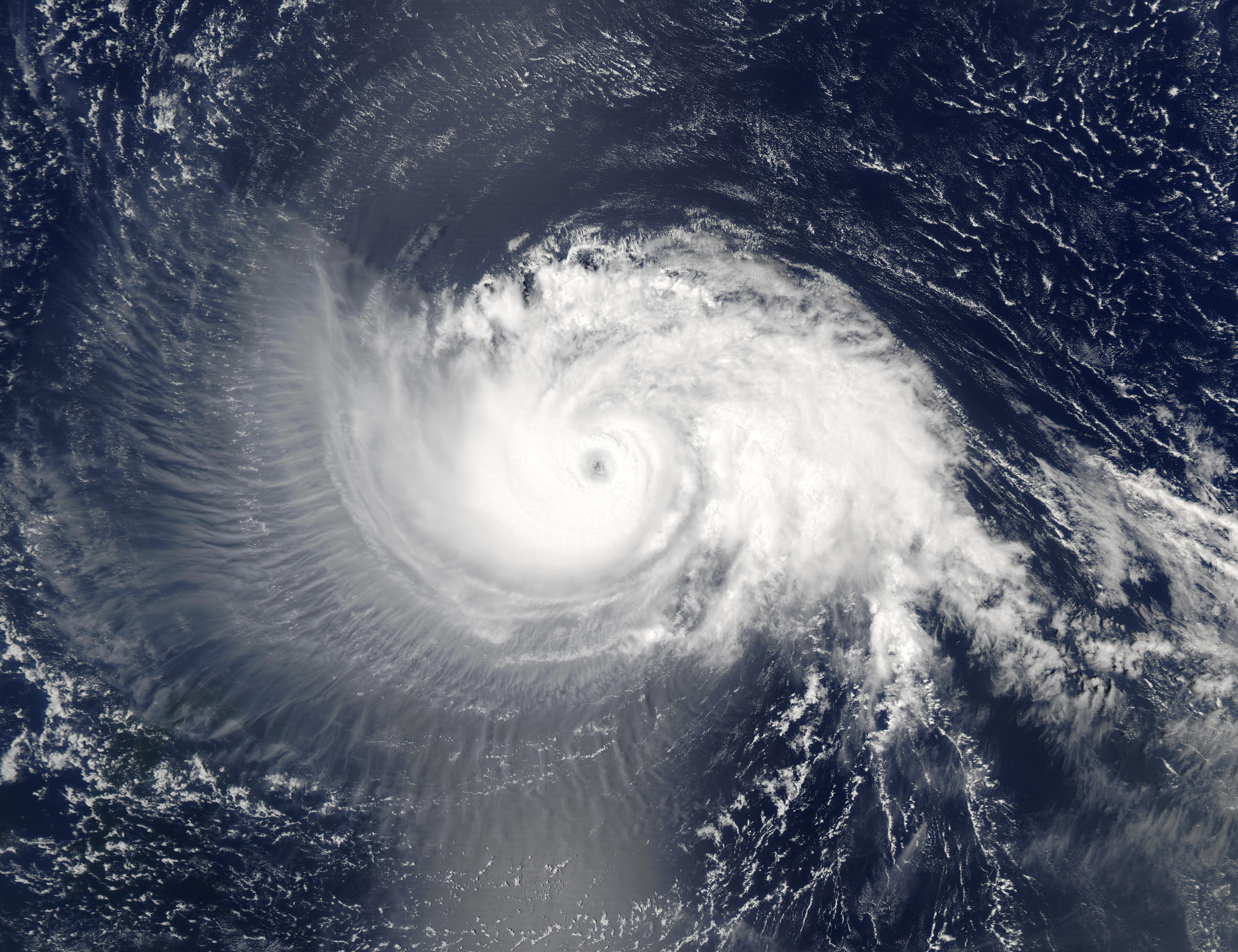
As nuvens pronunciadas e assimétricas a oeste (direita) do furacão Isabel indicam a existência de um intenso jato de fluxo de saída de ar em altas altitudes.

O movimento circular retrógrado do anticiclone acima do sistema tropical que gira ciclonicamente também pode ser analisado através de seu momento angular. O ar úmido e quente de superfície que ingressa a circulação ciclônica de ventos adquire um momento angular que basicamente é mantido durante todo o seu trajeto em direção ao centro do sistema. Esse é o principal motivo dos grandes valores de velocidade angular dos ventos em torno do olho em sistemas desenvolvidos, pois, para que o momento angular seja conservado enquanto o raio diminui, a velocidade angular deverá aumentar. Porém, a massa de ar em rotação de fato perde momento angular para torques de atrito com a superfície oceânica. Assim que essa massa de ar começa a ascender para regiões mais altas da troposfera, os torques de atrito perdem importância e a partir de então, o momento angular verdadeiramente é conservado. Quando essa massa de ar perde calor e umidade em altas altitudes, tende-se a afastar do centro do sistema, aumentando assim seu raio. Em um determinado instante, o raio é muito grande para que a velocidade angular seja positiva (em relação à circulação de ventos de superfície). Como esse raio crítico é ainda menor do que o raio original da massa de ar que ingressou à circulação de ventos de superfície, para que alcance o seu raio original, a massa de ar deve adquirir velocidade angular retrógrada, criando assim uma circulação anticiclônica de ventos na alta troposfera.
Embora os ventos no anticiclone de alta troposfera sejam significativamente mais fracos do que na superfície (podem não passar de 5 m/s), em ciclones em desenvolvimento pode haver regiões com ventos de até 50 m/s. Pesquisas ao longo das últimas décadas revelaram que essas regiões, conhecidas como jatos de fluxo de saída de ar, são essenciais para o desenvolvimento de ciclones tropicais, pois aceleram e facilitam o ciclo de ascendência e descendência do ar em regiões de convecção. Em geral, tais jatos são facilitados pela presença de outros fenômenos meteorológicos aos arredores do ciclone tropical. Quando ciclone está entre um cavado, uma área alongada de baixa pressão atmosférica, e outro anticiclone, ou quando está entre dois anticiclones com sentidos de rotação inversos (por estarem em hemisférios diferentes) ou ainda quando há a presença de um cavado tropical de alta troposfera (conhecidos pela sigla inglesa TUTT), em geral facilitam o escoamento do ar de seu anticiclone de alta troposfera, aumentando significativamente a divergência atmosférica e proporcionando a formação de jatos de fluxo de saída de ar, claramente visíveis em imagens de satélites como uma banda de nuvens assimétrica em relação ao ciclone. Os fluxos de ar na alta troposfera frequentemente estão associados a nuvens tipo cirrus, originadas da umidade restante do ar que ascendeu. Estas nuvens cirrus podem ser os primeiros sinais da aproximação de um ciclone tropical em regiões costeiras, porque podem se afastar a vários quilômetros do centro do ciclone.

## Movimento e trajetória
Embora os ciclones tropicais sejam sistemas de grande porte, seus movimentos na superfície são controlados por ventos de escalas ainda maiores - os principais fluxos de ventos na atmosfera terrestre. A trajetória de um ciclone tropical com o passar do tempo praticamente depende de forma exclusiva de outros fenômenos meteorológicos em torno do sistema.

### Alíseos

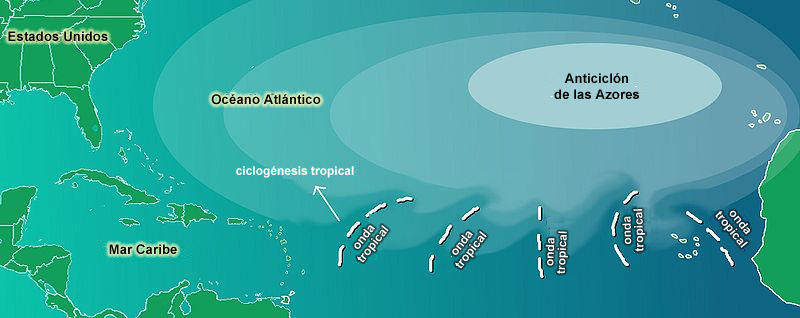
Anticiclone dos Açores, um gigantesco anticiclone formado pelo ar que regressa à superfície entre as células de Ferrel e de Hadley, parte da grande circulação atmosférica terrestre. Um anticiclone no hemisfério norte gira no sentido horário. Na borda sul do anticiclone dos Açores o vento move-se de leste para oeste, formando os alísios. Embebidos nos alísios encontram-se as ondas tropicais.

Os ciclones tropicais, localizados geralmente entre a linha do Equador e o paralelo 30° norte ou sul, são levados primariamente para oeste ou noroeste (hemisfério norte) ou sudoeste (hemisfério sul) por ventos alíseos. Tais ventos alíseos fazem parte da circulação de ventos de gigantescas altas subtropicais, persistentes e gigantescos anticiclones sobre oceanos ou continentes que praticamente não se locomovem. Em determinadas regiões do planeta, ciclones tropicais formam-se a partir de ondas tropicais, cavados de baixa pressão onde há intensa atividade convectiva. No Atlântico norte tropical e no Pacífico nordeste, os ventos alíseos levam as ondas tropicais para oeste ou noroeste, da costa da África até o Mar do Caribe, passam pela América Central e o México e por último alcançam o Pacífico centro-norte antes de perderem sua umidade. Nos Oceanos Índico e Pacífico (tanto ao norte como ao sul destes oceanos), a ciclogênese tropical, processo pelo qual um ciclone tropical forma-se e desenvolve-se, é fortemente influenciada pelo movimento sazonal da zona de convergência intertropical, um cinturão de baixa pressão atmosférica que rodeia todo o planeta aos arredores da linha do Equador, e por cavados de monção, regiões onde há intensa atividade de monção. Tais fenômenos meteorológicos nessas regiões também são geralmente embebidos pelos alísios e desempenham um papel mais importante do que as ondas tropicais.

### Ventos de médias latitudes

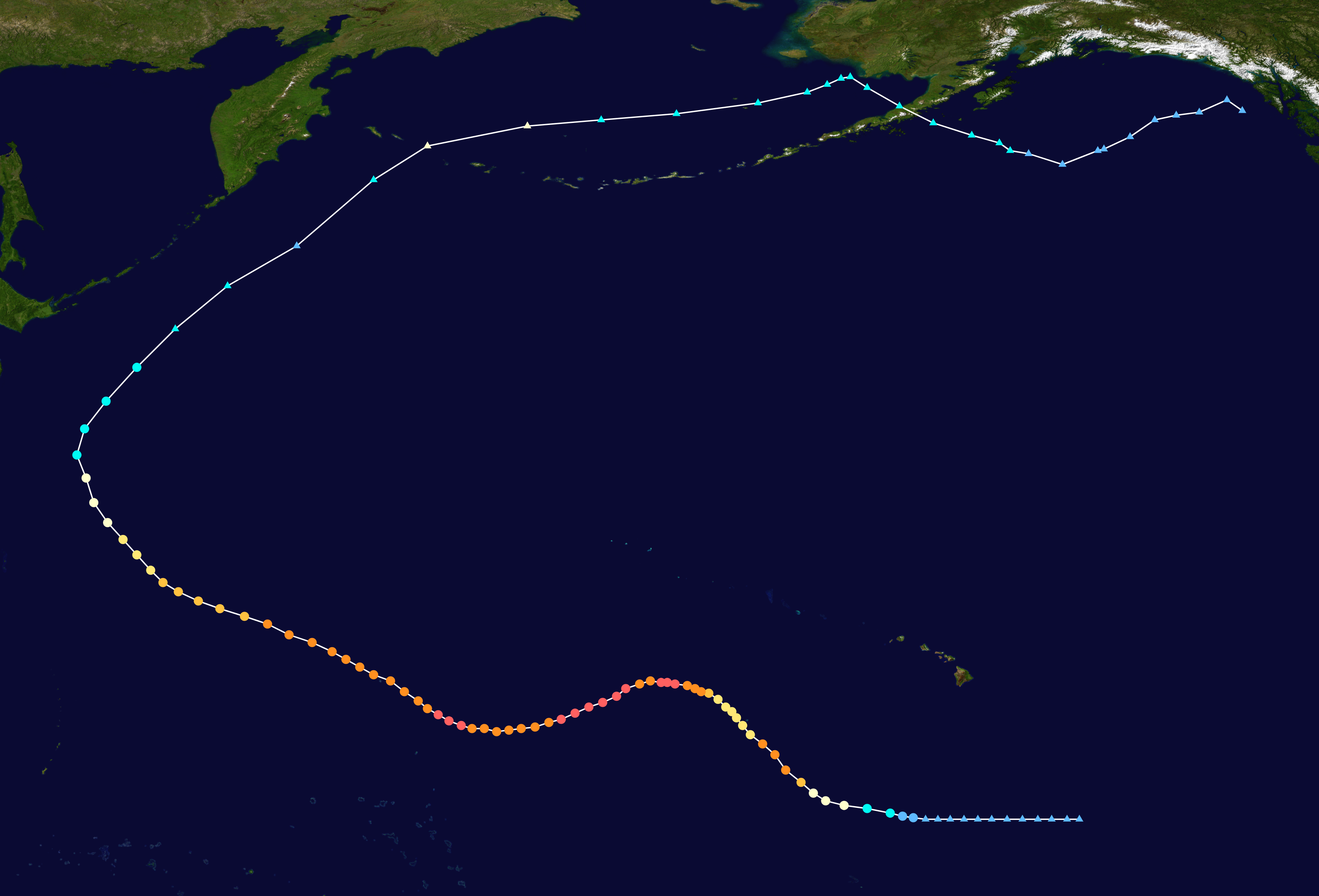
O caminho do tufão Ioke, em 2006. Próximo à costa do Japão, Ioke começou a seguir para nordeste assim que encontrou ventos de oeste na borda norte do gigantesco anticiclone sobre o Pacífico que guiava a direção dos ventos à época.

Os alísios são parte da imensa circulação anticiclônica das altas subtropicais. Seu deslocamento típico de leste para oeste pode ser interrompido enquanto continuam a seguir pela periferia das altas subtropicais. Nesse momento, tais ventos perdem suas características tropicais e seguem velozmente para o sentido oposto, do oeste para leste. Nesse estágio, esses ventos recebem a denominação de ventos de oeste. Um ciclone tropical em geral está embebido aos alísios, mas sua trajetória é desviada significativamente quando estes ventos movem-se no sentido oposto, que em geral são acelerados pela presença de outras regiões de baixa pressão em latitudes mais altas. Quando o ciclone tropical começa seguir uma trajetória mais para o norte (hemisfério norte) ou mais para o sul (hemisfério sul), o sistema começou a sua "recurvatura", onde rapidamente alcançará latitudes mais altas onde a superfície oceânica estará mais fria e o sistema a partir de então começará a se enfraquecer devido à menor disponibilidade de ar úmido. Um tufão movendo-se pelo Oceano Pacífico em direção à Ásia, por exemplo, irá recurvar próximo à costa do Japão para o norte e então segue para nordeste. Muitos ciclones tropicais que são forçados em direção a nordeste (hemisfério norte) ou sudeste (hemisfério sul) se transformam em ciclones extratropicais por não mais encontrarem condições meteorológicas favoráveis a sua manutenção como sistema tropical. Estes, por sua vez, movem-se embebidos aos ventos de oeste, na periferia oposta da alta subtropical.

### Landfall

Tufões Parma e Melor em 2009. Os tufões estavam suficientemente próximos para a ocorrência do efeito Fujiwara: suas trajetórias foram significativamente alteradas.

Landfall, literalmente "queda em terra", ocorre quando o centro do ciclone tropical cruza a linha da costa. Condições tempestuosas podem ser experimentadas na costa e em terra horas antes do landfall ocorrer; de fato, um ciclone tropical pode afetar a costa, mas o landfall pode ainda não ter ocorrido; se isto ocorrer, então é dito que a tempestade atingiu indiretamente a costa. As regiões costeiras já são previamente atingidas pelo ciclone antes mesmo do landfall ocorrer, pois os fortes ventos de um ciclone não estão localizados exatamente no centro do sistema. Para fins de prevenção e emergência, ações devem tomadas a partir do momento em que o vento alcança determinada velocidade ou a chuva alcança determinada intensidade, não apenas durante ou após o landfall ocorrer.

### Interações entre múltiplos ciclones
Quando dois ciclones tropicais aproximam-se, seus centros começarão a orbitar em torno de um ponto entre os dois ciclones, em geral, o ponto onde a força de gradiente de pressão inverte seu sentido. Este ponto, que tem um papel semelhante do centro de massa de dois corpos celestes em órbita, depende da intensidade dos ciclones: o ponto de giro estará mais próximo do ciclone mais intenso. Se um ciclone tropical for muito mais intenso do que o outro, o ponto de órbita estará muito mais próximo do centro do ciclone mais intenso e o ciclone menor simplesmente o orbita. Diferentemente das órbitas gravitacionais observadas nos corpos celestes do espaço exterior, onde o momento angular se conserva (segunda lei de Kepler), o momento angular das órbitas dos ciclones é consumido pelos torques de atrito com a superfície oceânica. Consequentemente o raio da órbita diminui e finalmente um ciclone absorve o outro.  Este fenômeno é conhecido como efeito Fujiwara, em homenagem ao japonês Sakuhei Fujiwara. Em raras ocasiões, mais de dois ciclones tropicais podem se interagir simultaneamente.

## Dissipação

A tempestade tropical Franklin em 2005, um exemplo de ciclone tropical sendo afetado por intenso cisalhamento do vento. Sua circulação ciclônica de ventos está exposta, livre de bandas de tempestade, que foram "cisalhadas" para fora do sistema.

Um ciclone tropical pode enfraquecer-se por diferentes maneiras. Quando o ciclone tropical cruza a linha da costa e move-se sobre terra, não há mais ar úmido suficiente para mantê-lo. A maioria das tempestades fortes perdem sua força rapidamente após a ocorrência do landfall e tornam-se áreas de baixa pressão desorganizadas em um dia ou dois, ou tornam-se ciclones extratropicais se as condições meteorológicas forem favoráveis. Entretanto, se o ciclone voltar a seguir sobre o mar quente, terá novamente ar úmido suficiente para voltar a se organizar e se intensificar. Por outro, sua permanência sobre áreas montanhosas, mesmo por pouco tempo, irá danificá-lo e o ciclone pode se enfraquecer rapidamente. Muitas fatalidades causadas por ciclones tropicais ocorrem em relevos montanhosos, quando a tempestade em dissipação e agonizante despeja toda a sua umidade associada na forma de chuvas torrenciais, causando enchentes e deslizamentos de terras que podem causar verdadeiras catástrofes naturais, assim como aconteceu durante a passagem do furacão Mitch sobre a América Central em 1998, causando mais de 11 000 fatalidades. Além disso, se o ciclone tropical permanecer sobre uma mesma região oceânica por muito tempo, irá consumir todo o ar úmido disponível. A temperatura da superfície do mar irá diminuir, pois a forte agitação marítima causada pelos ventos fortes causarão o resfriamento da água através do afloramento, quando as águas mais profundas dos oceanos emergem à superfície pela agitação do mar.  Com a diminuição da temperatura da superfície do mar, a evaporação marítima irá diminuir, restringindo a quantidade disponível de umidade para o ciclone, enfraquecendo-o desta forma.

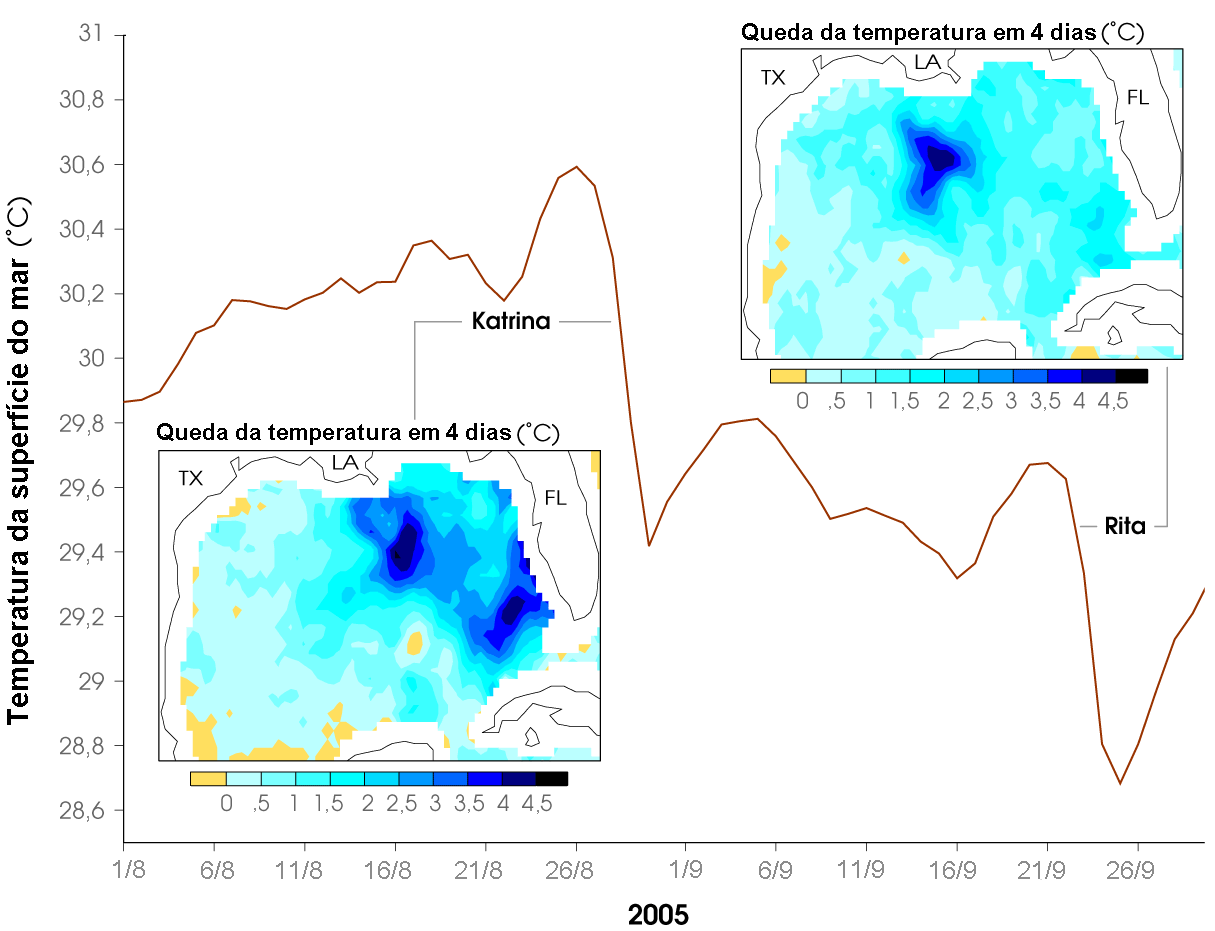
Gráfico mostrando a queda da temperatura da superfície do mar no Golfo do México após a passagem dos furacões Katrina e Rita em 2005.

Um ciclone tropical também pode enfraquecer ou dissipar quando segue sobre águas com temperaturas significativamente inferiores a 26,5 °C. Quanto menor a temperatura da superfície do mar, menor será a quantidade de ar úmido disponível para a manutenção do sistema. Em alguns casos, toda a umidade será consumida pelo ciclone até a sua dissipação. Entretanto, em outros casos, as condições meteorológicas estão favoráveis para a transformação do sistema em um ciclone extratropical: o ciclone perde suas características tropicais. A parede do olho deixa de existir, extinguindo as tempestades e trovoadas em torno do olho, que também deixa de existir. Seu núcleo, anteriormente quente, passa a ser mais frio do que suas vizinhanças. No Atlântico Norte e no Pacífico Noroeste, quase todos os ciclones tropicais que são embarcados nos ventos de oeste, ou seja, passam a seguir do oeste para leste, se não atingirem a costa, tornam-se sistemas extratropicais. A interação com zonas frontais pode facilitar a evolução dos sistemas para ciclones extratropicais. Normalmente, esta transição pode levar de um a três dias.
Mesmo quando um ciclone tropical torna-se um ciclone extratropical ou enfraqueça-se para uma área de baixa pressão remanescente, o sistema ainda pode ter ventos com força de tempestade tropical (ou ocasionalmente ventos com força de furacão/tufão) e produzir vários milímetros de precipitação acumulada. No Oceano Pacífico, os ciclones extratropicais que já foram anteriormente sistemas tropicais podem ser violentos e manter ventos equivalentes a de furacões/tufões quando alcançam a costa oeste da América do Norte. O mecanismo também ocorre no Atlântico Norte, afetando a Europa; o ciclone extratropical após o ciclo de vida tropical do furacão Iris, em 1995, é um exemplo de sistema tropical que provocou danos na Europa. Um ciclone pode fundir-se com outra área de baixa pressão, tornando-se uma outra área de baixa pressão maior e possivelmente mais intenso, embora não seja mais considerado um ciclone tropical após o evento. Por outro lado, os sistemas tropicais podem avançar sobre águas mais frias e a falta de ar úmido os enfraquecem para áreas de baixa pressão remanescente e finalmente dissipam-se completamente. Isto ocorre com frequência no Pacífico Nordeste, onde a temperatura da superfície do mar está acima de 26 °C apenas ao largo da costa do México e da América Central. Os alísios carregam os ciclones para oeste, levando-os para águas mais frias, onde finalmente se dissipam. O enfraquecimento ou a dissipação de um ciclone tropical também pode ocorrer se o sistema experimentar cisalhamento do vento vertical, ou seja, diferentes velocidades horizontais de vento nas diferentes camadas da troposfera: o ciclo de convecção atmosférica não pode ser completado, quebrando a estrutura fundamental do ciclone, que passa a então a se enfraquecer e ocorre finalmente a sua dissipação.

## Bacias principais de formação e centros de avisos
| Bacias principais e instituições sob a monitoração da Organização Meteorológica Mundial | Bacias principais e instituições sob a monitoração da Organização Meteorológica Mundial                                                                      |
| Bacia                                                                                   | CMREs e CACTs responsáveis |
| --------------------------------------------------------------------------------------- | --- |
| Atlântico Norte                                                                         | Centro Nacional de Furacões |
| Pacífico Nordeste                                                                       | Centro Nacional de Furacões |
| Pacífico Centro-Norte                                                                   | Centro de Furacões do Pacífico Central |
| Pacífico Noroeste                                                                       | Agência Meteorológica do Japão |
| Oceano Índico Norte                                                                     | Departamento Meteorológico da Índia |
| Oceano Índico Sudoeste                                                                  | Météo-France |
| Pacífico Sul e Sudoeste                                                                 | Serviço Meteorológico de Fiji Serviço Meteorológico de Nova Zelândia† Serviço Meteorológico Nacional de Papua Nova Guiné† Bureau of Meteorology† (Australia) |
| Oceano Índico Sudoeste                                                                  | Bureau of Meteorology† (Austrália) Agência Meteorológica, Climatológica e Geofísica da Indonésia†                                                            |
| †: Indica um centro de aviso de ciclone tropical (CACT)                                 | |

Por meio da Organização Meteorológica Mundial (OMM), existem seis Centros Meteorológicos Regionais Especializados (CMREs) espalhados pelo mundo. Estas organizações são designadas pela OMM e são responsáveis por monitorar ciclones tropicais e emitir avisos e boletins sobre ciclones tropicais em suas áreas de responsabilidade previamente designadas. Há também outros seis Centros de Avisos de Ciclone Tropical (CACTs) que também fornecem informações sobre ciclones tropicais em suas áreas de responsabilidade, em geral menores do que áreas sob a responsabilidade de CMREs. Entretanto, os CMREs e CACTs não são os únicos a prover informações sobre ciclones tropicais para o público em geral. O Joint Typhoon Warning Center (JTWC), parte da Marinha dos Estados Unidos, também emite avisos para todas as bacias, exceto o Atlântico Norte, segundo os interesses da Marinha Americana. A Administração de Serviços Atmosféricos, Geofísicos e Astronômicos das Filipinas também emite avisos e dá nomes filipinos aos ciclones tropicais que se aproximam das Filipinas. O Centro Canadense de Furacões (CHC) emite avisos sobre furacões quando se aproximam do Canadá. Em 26 de março de 2004, o furacão Catarina tornou-se o primeiro ciclone tropical do Atlântico Sul oficialmente registrado. Catarina atingiu o sul do Brasil com ventos equivalentes a um furacão de categoria 2 na Escala de furacões de Saffir-Simpson. Como o ciclone formou-se numa região sem a monitoração de qualquer centro de aviso, os meteorologistas brasileiros inicialmente trataram o sistema como um ciclone extratropical, embora um ano depois tenham classificado Catarina como um ciclone tropical.

## Climatologia

### Períodos
| Períodos e médias de cada bacia | Períodos e médias de cada bacia | Períodos e médias de cada bacia | Períodos e médias de cada bacia | Períodos e médias de cada bacia | Períodos e médias de cada bacia |
| Bacia                           | Começo da temporada             | Término da temporada            | Tempestades tropicais 34 nós)   | Ciclones tropicais 63 nós)      | CTs Categoria 3+ 95 nós)        |
| ------------------------------- | ------------------------------- | ------------------------------- | ------------------------------- | ------------------------------- | ------------------------------- |
| Pacífico Noroeste               | Abril                           | Janeiro                         | 26,7                            | 16,9                            | 8,5                             |
| Índico sul                      | Outubro                         | Maio                            | 20,6                            | 10,3                            | 4,3                             |
| Pacífico nordeste               | Maio                            | Novembro                        | 16,3                            | 9,0                             | 4,1                             |
| Atlântico norte                 | Junho                           | Novembro                        | 10,6                            | 5,9                             | 2,0                             |
| Pacífico sudoeste               | Outubro                         | Maio                            | 10,6                            | 4,8                             | 1,9                             |
| Índico norte                    | Abril                           | Dezembro                        | 5,4                             | 2,2                             | 0,4                             |

Mundialmente, a atividade de ciclones tropicais atinge o seu pico no final do verão, quando a diferença entre a temperatura ambiente e a temperatura da superfície do mar é a maior. No entanto, cada bacia em particular tem seus próprios padrões sazonais. Numa escala mundial, maio é o mês menos ativo enquanto setembro é o mês mais ativo. No Oceano Atlântico norte, uma temporada de furacões é delimitada, segundo o Centro Nacional de Furacões dos Estados Unidos e a Organização Meteorológica Mundial, entre 1º de junho e 30 de novembro. O pico de atividade ocorre no final de agosto e por todo o mês de Setembro. O pico estatístico de uma temporada de furacões no Atlântico ocorre em 10 de setembro. O Oceano Pacífico nordeste possui um período maior de atividade, mas não tão diferente ao observado no Atlântico norte. No Oceano Pacífico noroeste, os ciclones tropicais podem ocorrer durante todo o ano, com atividade mínima em fevereiro e março e máxima no início de setembro. Na bacia do Oceano Índico norte, os sistemas tropicais são mais comuns entre abril e dezembro, com picos de atividade em maio e novembro.
No hemisfério sul, a atividade de ciclones tropicais inicia-se no final de outubro e termina em maio. O pico de atividade de ciclones tropicais nesta metade do planeta ocorre em meados de fevereiro e no início de março.

### Locais

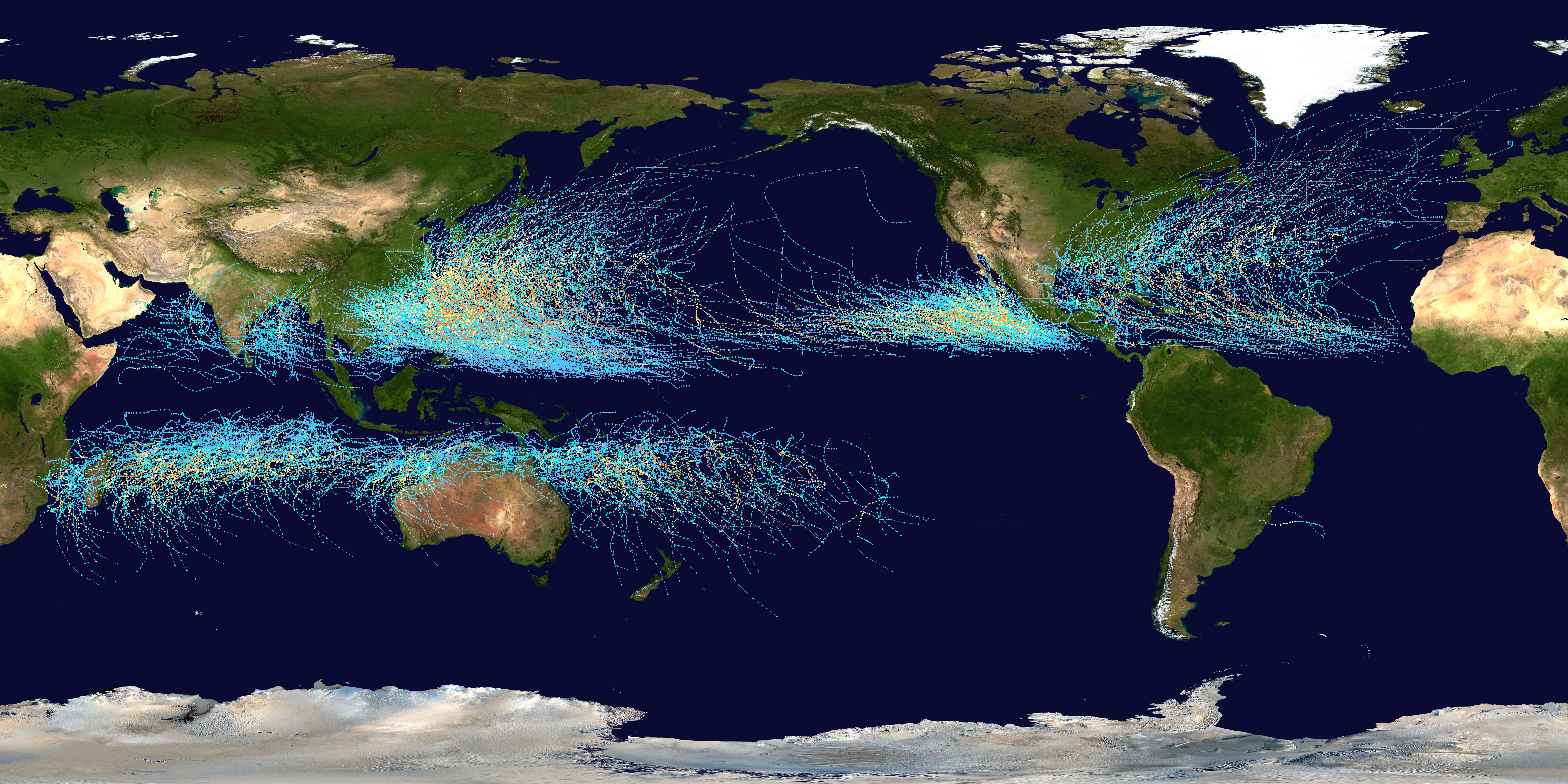
Mapa mundial das trajetórias de todos os ciclones tropicais entre 1985 a 2005. A maior parte da formação de ciclones tropicais ocorre na região noroeste do Oceano Pacífico, mais do que qualquer outra bacia. Por outro lado, no Atlântico Sul praticamente não há atividade tropical. Outras regiões de intensa atividade tropical incluem o Pacífico nordeste, ao largo da costa do México, o centro do Oceano Índico e o Atlântico norte.

A maioria dos ciclones tropicais forma-se de uma área de convecção atmosférica com intensa atividade de tempestades e trovoadas. Essas áreas podem receber várias denominações diferentes, dependendo de sua natureza: frente intertropical (ITF), a zona de convergência intertropical (ZCIT) ou cavado de monção. Outra fonte importante de instabilidade atmosférica é encontrada nas ondas tropicais, que são a origem de cerca de 85% dos ciclones tropicais intensos no Oceano Atlântico norte e também originam a maioria dos ciclones tropicais na bacia do Pacífico nordeste. Em geral, ciclones tropicais deslocam-se para oeste, gradualmente afastando-se da linha do Equador, seguindo os ventos que seguem as bordas das imensas altas subtropicais. A maioria dos ciclones tropicais formam-se entre 10 a 30 graus de latitude (1 000 a 3 000 km de distância da linha do Equador) e 87% formam-se a menos de 20 graus de latitude da linha do Equador. Por causa da força de Coriolis, que inicia a rotação de um ciclone tropical, raramente formam-se a menos de 5 graus de latitude da linha do Equador, onde a força de Coriolis é praticamente desprezível. Entretanto, é possível a formação de ciclones tropicais nessas latitudes, embora sejam eventos raros. A tempestade tropical Vamei, em 2001 e que afetou Singapura, e o Ciclone Agni em 2004, cujo centro aproximou-se a apenas 80 km da linha do Equador.
A maior parte dos ciclones tropicais formados no Atlântico norte estão associados às ondas tropicais, que em geral estão embarcados nos ventos alísios. Estes ventos são predominantes entre a linha do Equador e aos arredores da latitude 20°N. O golfo do México também é o local da formação de muitos ciclones tropicais. No Pacífico nordeste, apenas as águas oceânicas ao largo da costa mexicana e da América Central são suficientemente quentes para suportar a formação e o desenvolvimento de ciclones tropicais. Entretanto, é esta a região do planeta de maior densidade de formação de sistemas tropicais, pois a região oceânica propícia para ciclogênese tropical está na rota das ondas tropicais. Boa parte dos ciclones tropicais no Pacífico noroeste formam-se a leste das Filipinas, onde as águas oceânicas são propícias, e seguem para oeste e noroeste, atingindo a China, Taiwan, o arquipélago filipino e o Sudeste Asiático. Vários ciclones tropicais também se formam sobre o Mar da China Meridional. A região central do Oceano Índico também apresenta águas quentes e condições meteorológicas favoráveis para a formação de ciclones tropicais. Estes ciclones seguem para oeste e sudoeste, atingindo finalmente a ilha de Madagascar. O Índico norte e o Pacífico sul, apesar de terem condições de suportar uma ciclogênese tropical, registra com menos frequência a formação de ciclones tropicais.

## Dissipação artificial

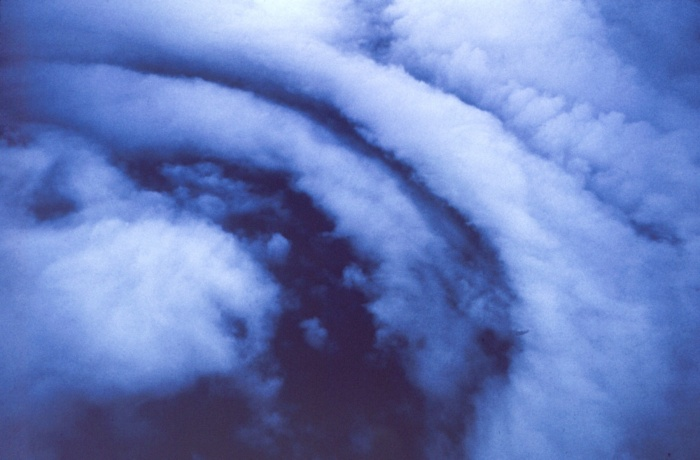
Olho do furacão Debbie em 1969. Debbie foi semeado pelo Projeto Stormfury como uma tentativa de enfraquecê-lo.

Nas décadas de 1960 e 1970, o governo dos Estados Unidos tentou enfraquecer os furacões por meio do Projeto Stormfury através da semeadura de nuvens em determinadas tempestades, usando iodeto de prata. Pensava-se inicialmente que a semeadura de nuvens externas, em torno da tempestade, causasse a formação de uma segunda parede do olho, dividindo assim a energia disponível em duas paredes do olho, enfraquecendo-o desta maneira. Os ventos do furacão Debbie – um furacão semeado pelo Projeto Stomfury – caíram mais de 30%, mas Debbie recuperou sua força após as duas semeaduras, fortalecendo-se mais após cada ataque. Num episódio anterior, em 1947, um desastre aconteceu quando um furacão a leste de Jacksonville, Flórida, mudou sua trajetória rapidamente após ter sido semeado e atingiu Savannah, Geórgia Como havia muita incerteza sobre o comportamento destas tempestades, o governo federal dos Estados Unidos não mais aprovou operações de semeadura até que o furacão tivesse uma chance inferior a 10% de cruzar a linha da costa em 48 horas, reduzindo grandemente o número de tempestades em que fosse possível realizar testes.
O projeto foi abandonado depois que foi descoberto que os ciclos de substituição da parede do olho ocorrem naturalmente em furacões intensos, lançando dúvidas sobre os resultados das tentativas anteriores. Hoje, sabe-se que a semeadura por iodeto de prata não tem, provavelmente, efeito, pois a quantidade de água em sobrefusão nas bandas de chuva do ciclone é muito baixa. Outros meios foram sugeridos ao longo do tempo, incluindo o esfriamento das águas sob um ciclone tropical por rebocar icebergs até as águas trópicas. Outras ideias vão desde a cobertura dos oceanos com substâncias que inibem a evaporação soltando grandes quantidades de gelo no centro do sistema em seus primeiros estágios de desenvolvimento (de modo que o calor latente seja absorvido pelo gelo em vez de ser convertido em energia térmica que favorece a intensificação do processo de convecção atmosférica) ou explodir o ciclone com armas nucleares. O Projeto Cirrus tinha como objetivo jogar gelo seco em um ciclone. Todas estas tentativas sofrem de uma falha acima de muitas outras: ciclones tropicais são simplesmente muito grandes para qualquer técnica de enfraquecimento possa ser prática.

## Efeitos

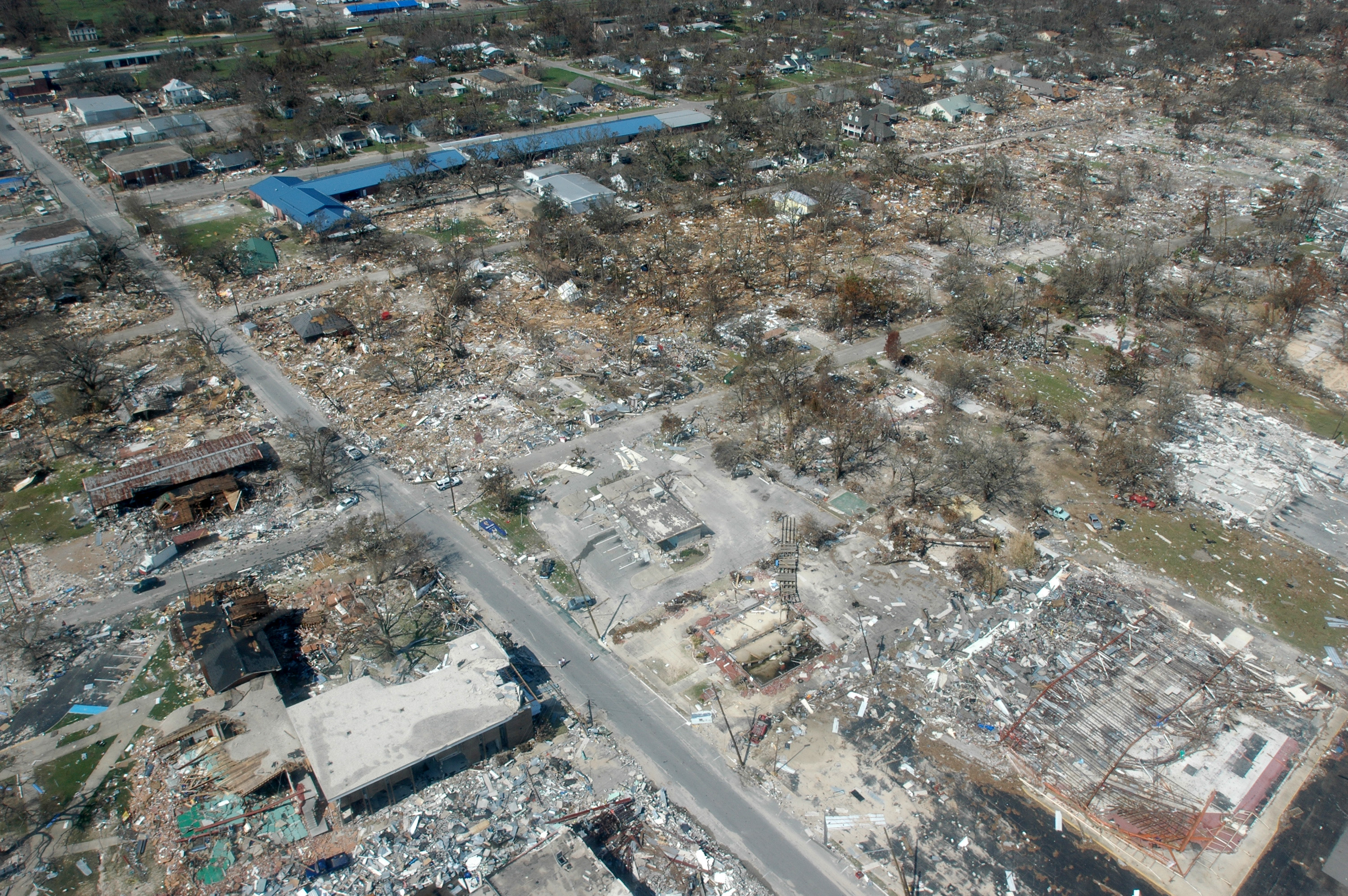
Gulfport, Mississippi, após a passagem do furacão Katrina. Katrina foi o ciclone tropical que causou mais prejuízos na história dos Estados Unidos.

Ciclones tropicais em mar aberto causam intensas ondas, chuvas e ventos, prejudicando a navegação internacional e, às vezes, provocando naufrágios. Ciclones tropicais causam a agitação do mar, deixando um rastro de água fria em sua trajetória, que deixam a região menos favorável para o desenvolvimento e manutenção de ciclones tropicais posteriores. Em terra, ventos fortes podem danificar ou destruir veículos, edifícios, pontes e outros objetos, transformando detritos soltos em projéteis voadores possivelmente mortais. A maré de tempestade, ou o aumento no nível do mar devido à presença do ciclone, é tipicamente o pior efeito de ciclones tropicais que cruzam a costa, resultando historicamente em 90% das mortes provocadas por ciclones tropicais. A grande turbulência de um ciclone tropical e a presença de outros ventos não relacionados em sua periferia geram tornados, que podem ser gerados também como um resultado dos mesovórtices da parede do olho, que persistem até o momento do ciclone cruzar a costa.
Nos dois últimos séculos, os ciclones tropicais foram responsáveis por cerca de 1,9 milhão de mortes em todo o mundo. Grandes áreas de água parada causadas por enchentes causados pelos sistemas tropicais podem levar a infecções e zoonoses. A lotação em abrigos de emergência aumentam o risco da propagação de doenças. Ciclones tropicais causam danos significativos a infraestruturas, levando a interrupção do fornecimento de eletricidade e água potável, destruição de pontes e corredores de acesso, que dificultam os esforços de reconstrução. Embora ciclones tropicais causem muitas mortes e danos a bens pessoais, podem ser fatores importantes no regime de precipitação de localidades que afetam, pois podem trazer a chuva muito esperada para regiões secas. Ciclones tropicais ajudam também no equilíbrio do calor mundial, movendo ar tropical quente e úmido para latitudes médias e regiões polares. A maré de tempestade e os ventos dos furacões podem destruir construções, mas podem agitar as águas dos estuários costeiros, que são normalmente importantes para os locais de reprodução de peixes.

## Observação e previsão

### Observação

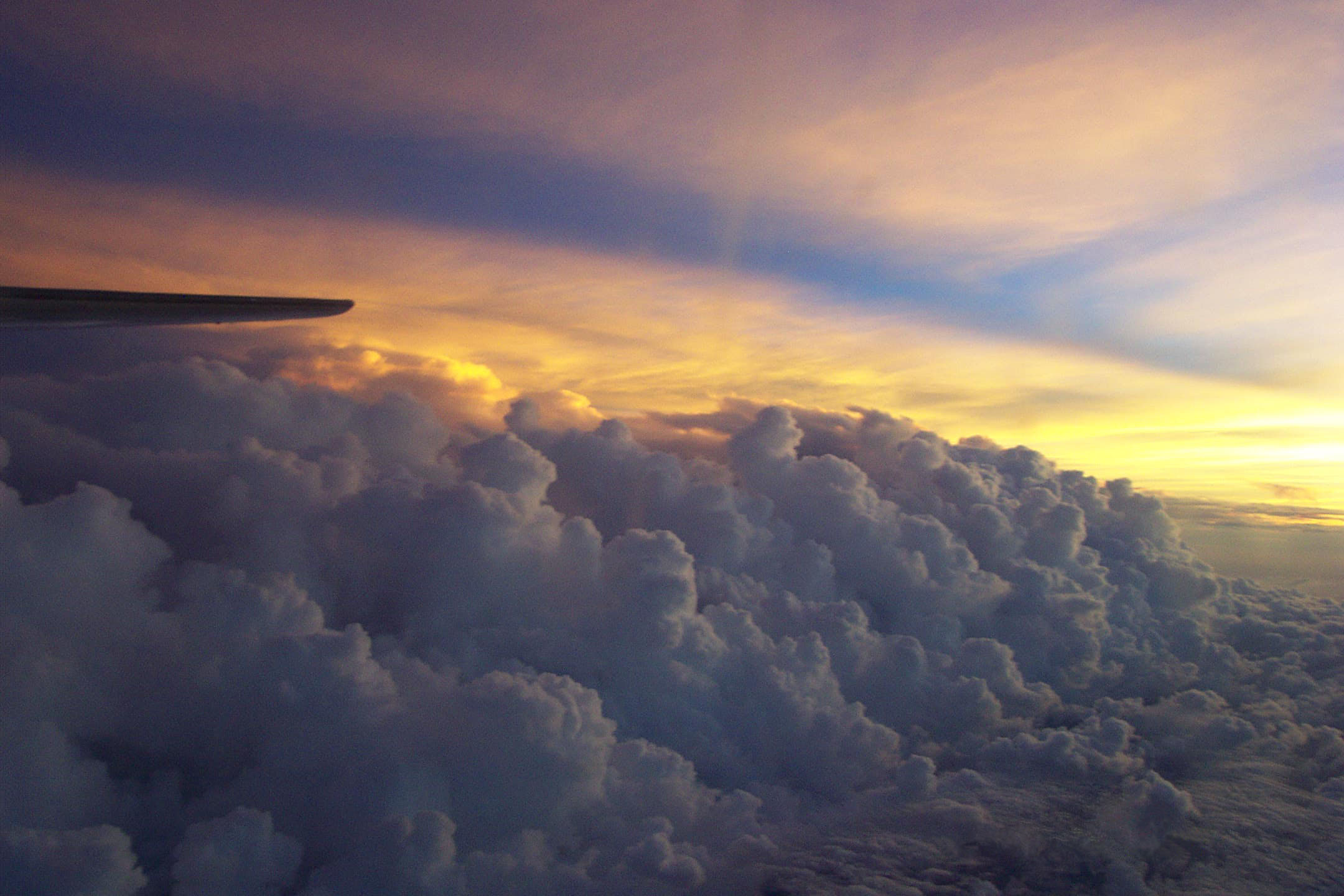
Vista das bandas de tempestade do furacão Isidore durante o pôr-do-sol fotografada a 2,1 km de altitude.

Ciclones tropicais intensos representam um desafio particular de observação, pois são fenômenos oceânicos perigosos. Estações meteorológicas, sendo relativamente escassas, raramente estão disponíveis na localização da própria tempestade. Observações na superfície geralmente estão disponíveis se a tempestade estiver passando sobre uma ilha ou uma região costeira. Normalmente, medidas em tempo real são tomadas na periferia do ciclone, onde as condições meteorológicas são menos intensas, e embora a sua intensidade real não possa ser avaliada diretamente. Por esta razão, há equipes de meteorologistas que vão para a trajetória da tempestade para ajudar na avaliação de sua intensidade no local onde o sistema irá cruzar a costa. Ciclones tropicais distantes da costa são monitorados por imagens de satélites, visualizando-os através de canais de comprimentos de onda do espectro visível ao infravermelho, normalmente em intervalos de meia hora ou de quinze minutos. Assim que uma tempestade se aproxima da costa, pode ser observado por radares Doppler situados em terra. Os radares têm um papel crucial nos instantes de antecedem a chegada do centro do ciclone à costa, porque mostram a localização da tempestade e a intensidade a cada intervalo fixo de minutos.

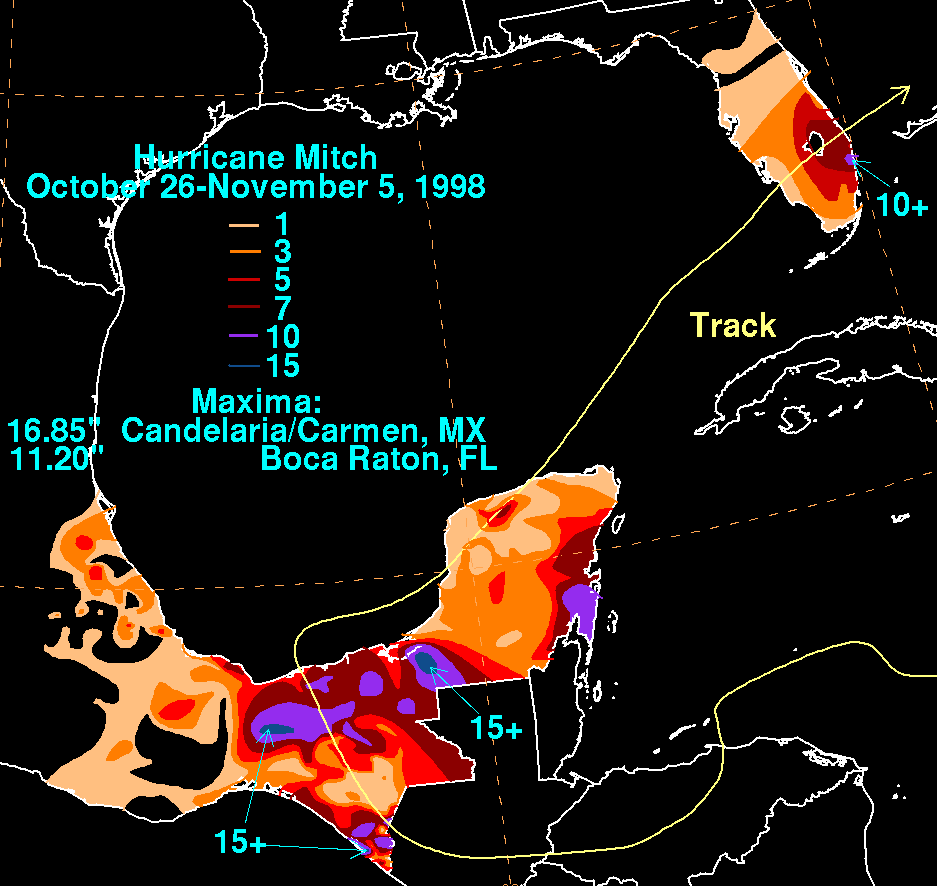
Precipitação acumulada durante a passagem do furacão Mitch em 1998.

Medições in situ e em tempo real podem ser tomadas por meio de voos de reconhecimento especialmente equipados para as condições meteorológicas adversas encontradas no ciclone. Na bacia do Atlântico, estes voos são feitos regularmente por caçadores de furacões do governo dos Estados Unidos. Os aviões usados são o Hercules WC-130 e o Orion WP-3D, ambos equipados com quatro turbopropulsores. Estes aviões voam diretamente no centro ciclone e realizam medições diretas ou remotas. Os aviões lançam também dropsondes (sondas de queda) equipados com GPS no interior do ciclone, especialmente na parede do olho. Estas sondas meteorológicas medem a temperatura, umidade, pressão atmosférica e especialmente a velocidade dos ventos entre a altitude do voo e a superfície do oceano. Uma nova era na observação de ciclones tropicais começou quando uma aerosonda pilotada remotamente, um pequeno avião-robô, foi pilotado para o interior tempestade tropical Ophelia quanto esta seguia sobre a costa leste de Virgínia, Estados Unidos, durante a temporada de furacões de 2005. Uma missão semelhante também foi completada com sucesso no Oceano Pacífico noroeste. Isto demonstrou a possibilidade de um novo meio de se investigar ciclones tropicais em baixas altitudes, onde pilotos humanos raramente atrevem-se a adentrar.

### Previsão
Por causa das forças que afetam a trajetória de ciclones tropicais, previsões precisas dependem na determinação da posição e da força de gradiente de pressão associadas a áreas de alta e baixa pressão, além de prever como essas áreas irão se comportar durante o período de existência de um sistema tropical. O fluxo de ventos em toda a extensão vertical troposfera é considerado a melhor ferramenta para determinar a direção da trajetória e a velocidade do sistema. Se as tempestades estão sendo afetadas por cisalhamento do vento, o uso das medições da velocidade do vento em baixas altitudes, inferiores à isóbara de 700 hPa (3 000 metros acima do nível do mar), produzirá previsões mais precisas. Meteorologistas de tempo tropical também consideram a trajetória da tempestade a curto prazo para determinar a trajetória a longo prazo de forma mais precisa. Computadores de alta velocidade e softwares de simulação sofisticados permitem aos meteorologistas produzir modelos computacionais que preveem a trajetória de ciclones tropicais baseados na posição futura e na força de gradiente de pressão associado aos sistemas de alta e baixa pressão. Combinando-se os modelos de previsão com um aumento no entendimento das forças que agem em ciclones tropicais, bem como na abundância de dados de satélites meteorológicos e de outros sensores remotos, os meteorologistas têm aumentado a precisão das previsões de trajetórias nas décadas recentes. No entanto, os cientistas estão menos habilidosos em predizer a intensidade de ciclones tropicais. A falta de melhorias nas previsões de intensidade é atribuída à complexidade dos sistemas tropicais e em um entendimento incompleto de fatores que afetam seu desenvolvimento.

## Classificações, terminologia e nomes

### Classificações de intensidade

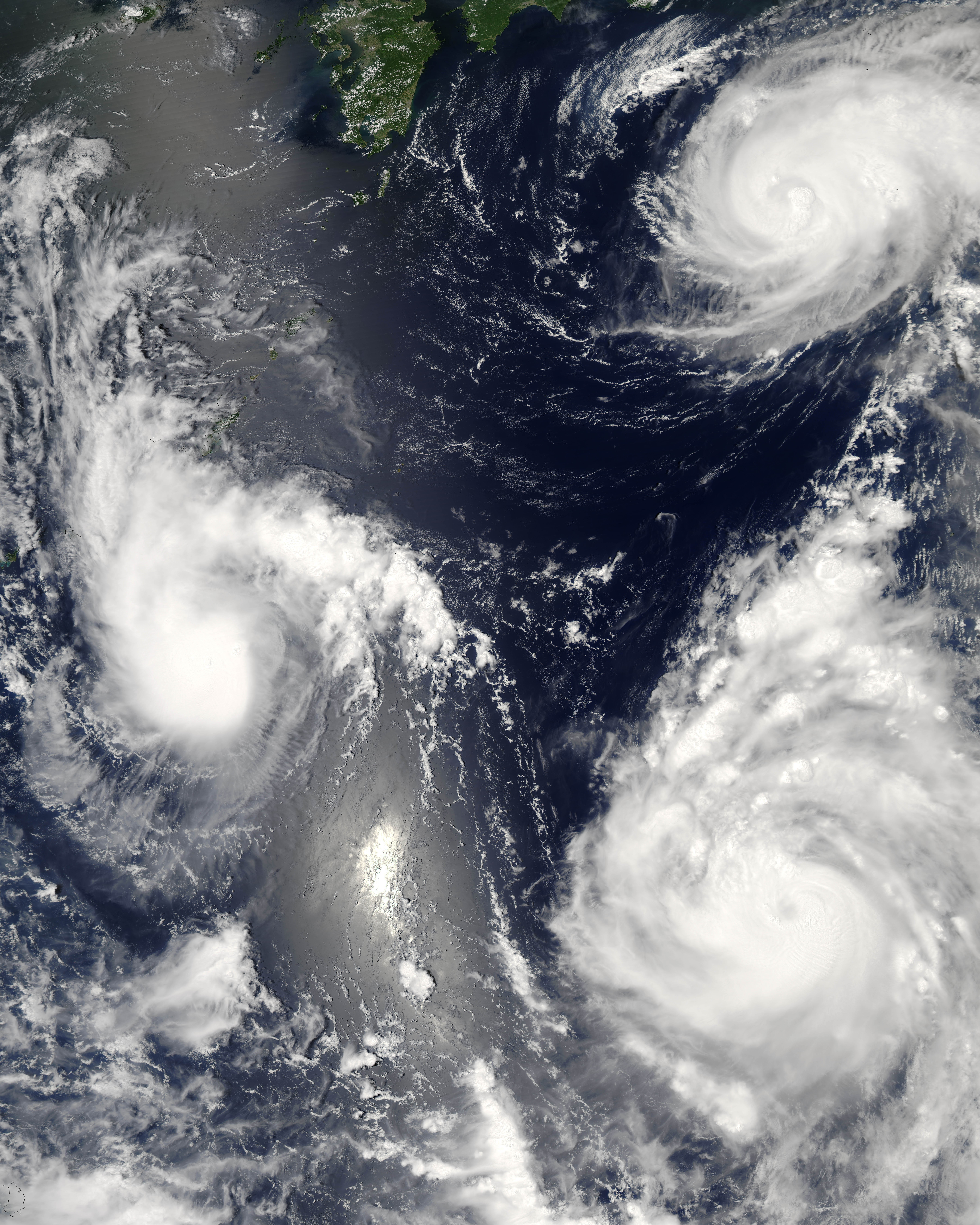
Três ciclones tropicais em diferentes estágios de desenvolvimento. O mais fraco (à esquerda) demonstra somente a forma circular mais básica. Uma tempestade mais forte (topo) demonstra bandas de chuva em espiral e uma circulação bem consolidada enquanto o mais forte (abaixo à direita) já apresenta um olho.

Os ciclones tropicais são classificados em três grupos principais, baseados na intensidade: depressões tropicais, tempestades tropicais e um terceiro grupo de tempestades mais intensas, cujo nome depende da região. Por exemplo, se uma tempestade tropical no Pacífico noroeste alcança força de furacão na escala de Beaufort, o sistema é referido como um tufão; se uma tempestade tropical atingir a mesma força mencionada anteriormente na bacia do Pacífico nordeste ou no Atlântico, então o sistema é chamado de furacão. Nem "furacão" ou "tufão" são usados no Pacífico sul. Além disso, como indicado na tabela abaixo, cada bacia usa um sistema de terminologia próprio, fazendo a comparação entre diferentes bacias dificultosa. No Oceano Pacífico, furacões do Pacífico centro-norte às vezes cruzam a Linha Internacional de Data, adentrando a bacia do Pacífico noroeste e tornando-se tufões (tal como o furacão/tufão Ioke em 2006); em ocasiões raras, o inverso também ocorre. Os tufões com ventos sustentados maiores do que 130 nós (240 km/h ou 67 m/s) são chamados de super tufões pelo Joint Typhoon Warning Center.
Uma depressão tropical é a fase menos intensa de um ciclone tropical. É um sistema organizado de nuvens e trovoadas com uma circulação ciclônica de ventos definida e fechada, com ventos máximos sustentados menores que 17 m/s (33 nós). Uma depressão tropical não tem olho e normalmente não tem a organização ou a forma de tempestades mais intensas. No entanto, o sistema já é um sistema de baixa pressão bastante desenvolvido, adquirindo, portanto, a designação "depressão". As Filipinas normalmente atribuem nomes às depressões tropicais quando estas estão dentro da área de responsabilidade do país. Uma tempestade tropical é um sistema organizado de intensas trovoadas com uma circulação ciclônica de ventos de superfície definida e com ventos máximos sustentados entre 17 e 32 m/s (34-63 nós ou 62–117 km/h). Neste momento, as bandas de tempestade começam a ganhar a forma ciclônica característica, embora um olho normalmente não esteja presente. Os serviços governamentais de meteorologia, com a exceção das Filipinas, atribuem nomes aos sistemas que atingem esta intensidade. As Filipinas também atribuem nomes às depressões tropicais.
Um furacão ou tufão (às vezes referido simplesmente como um ciclone tropical em algumas regiões, para diferenciar o sistema de uma tempestade ou depressão tropical) é um sistema com ventos máximos sustentados superiores a 33 m/s (64 nós ou 118 km/h). Um ciclone nesta intensidade tende a desenvolver um olho, uma área de calmaria relativa (e a região cuja medida da pressão atmosférica é a mais baixa) no centro da circulação. O olho é frequentemente visível em imagens de satélite como uma mancha circular distinta das bandas de tempestade, pequena e livre de nuvens. Cercando o olho encontra-se a parede do olho, uma grande banda de tempestade que rodeia o olho e tem um diâmetro que varia entre 16 e 80 km, no qual as trovoadas e os ventos mais intensos circulam em torno do centro da tempestade. Os ventos máximos sustentados nos ciclones mais intensos têm sido estimados em cerca de 85 m/s (305 km/h ou 165 nós).[carece de fontes?]
| Classificações Ciclone Tropical | Classificações Ciclone Tropical             | Classificações Ciclone Tropical                    | Classificações Ciclone Tropical    | Classificações Ciclone Tropical | Classificações Ciclone Tropical | Classificações Ciclone Tropical          | Classificações Ciclone Tropical | Classificações Ciclone Tropical     |
| Escala Beaufort                 | ventos sustentados 1-minuto (NHC/CPHC/JTWC) | ventos sustentados 10-minutos (WMO/JMA/MF/BOM/FMS) | Pacífico NE & Atlântico N NHC/CPHC | Pacífico NW JTWC                | Pacífico NW JMA                 | Oceano Índico N IMD                      | Oceano Índico SW MF             | Austrália & Pacífico S BOM/FMS      |
| ------------------------------- | ------------------------------------------- | -------------------------------------------------- | ---------------------------------- | ------------------------------- | ------------------------------- | ---------------------------------------- | ------------------------------- | ----------------------------------- |
| 0–7                             | <32 kn (37 mph; 59 km/h)                    | <28 kn (32 mph; 52 km/h)                           | Depressão tropical                 | Depressão tropical              | Depressão tropical              | Depressão                                | Zona de Distúrbio de tempo      | Distúrbio tropical                  |
| 7                               | 33 kn (38 mph; 61 km/h)                     | 28–29 kn (32–33 mph; 52–54 km/h)                   | Depressão tropical                 | Depressão tropical              | Depressão tropical              | Depressão profunda                       | Distúrbio tropical              | Depressão tropical                  |
| 8                               | 34–37 kn (39–43 mph; 63–69 km/h)            | 30–33 kn (35–38 mph; 56–61 km/h)                   | Tempestade tropical                | Tempestade tropical             | Depressão tropical              | Depressão profunda                       | Depressão tropical              | Baixa tropical                      |
| 9–10                            | 38–54 kn (44–62 mph; 70–100 km/h)           | 34–47 kn (39–54 mph; 63–87 km/h)                   | Tempestade tropical                | Tempestade tropical             | Tempestade tropical             | Tempestade ciclônica                     | Tempestade tropical moderada    | Ciclone tropical categoria 1        |
| 11                              | 55–63 kn (63–72 mph; 102–117 km/h)          | 48–55 kn (55–63 mph; 89–102 km/h)                  | Tempestade tropical                | Tempestade tropical             | Tempestade tropical severa      | Tempestade ciclônica severa              | Tempestade tropical severa      | Ciclone tropical categoria 2        |
| 12+                             | 64–71 kn (74–82 mph; 119–131 km/h)          | 56–63 kn (64–72 mph; 104–117 km/h)                 | Furacão categoria 1                | Tufão                           | Tempestade tropical severa      | Tempestade ciclônica severa              | Tempestade tropical severa      | Ciclone tropical categoria 2        |
| 12+                             | 72–82 kn (83–94 mph; 133–152 km/h)          | 64–72 kn (74–83 mph; 119–133 km/h)                 | Furacão categoria 1                | Tufão                           | Tufão                           | Tempestade ciclônica muito severa        | Ciclone tropical                | Ciclone tropical severo categoria 3 |
| 12+                             | 83–95 kn (96–109 mph; 154–176 km/h)         | 73–83 kn (84–96 mph; 135–154 km/h)                 | Furacão categoria 2                | Tufão                           | Tufão                           | Tempestade ciclônica muito severa        | Ciclone tropical                | Ciclone tropical severo categoria 3 |
| 12+                             | 96–97 kn (110–112 mph; 178–180 km/h)        | 84–85 kn (97–98 mph; 156–157 km/h)                 | Furacão maior categoria 3          | Tufão                           | Tufão muito forte               | Tempestade ciclônica muito severa        | Ciclone tropical                | Ciclone tropical severo categoria 3 |
| 12+                             | 98–112 kn (113–129 mph; 181–207 km/h)       | 86–98 kn (99–113 mph; 159–181 km/h)                | Furacão maior categoria 3          | Tufão                           | Tufão muito forte               | Tempestade ciclônica extremamente severa | Ciclone tropical intenso        | Ciclone tropical severo categoria 4 |
| 12+                             | 113–122 kn (130–140 mph; 209–226 km/h)      | 99–107 kn (114–123 mph; 183–198 km/h)              | Furacão maior categoria 4          | Tufão                           | Tufão muito forte               | Tempestade ciclônica extremamente severa | Ciclone tropical intenso        | Ciclone tropical severo categoria 4 |
| 12+                             | 123–129 kn (142–148 mph; 228–239 km/h)      | 108–113 kn (124–130 mph; 200–209 km/h)             | Furacão maior categoria 4          | Tufão                           | Tufão violento                  | Tempestade ciclônica extremamente severa | Ciclone tropical intenso        | Ciclone tropical severo categoria 5 |
| 12+                             | 130–136 kn (150–157 mph; 241–252 km/h)      | 114–119 kn (131–137 mph; 211–220 km/h)             | Furacão maior categoria 4          | Supertufão                      | Tufão violento                  | Tempestade superciclônica                | Ciclone tropical muito intenso  | Ciclone tropical severo categoria 5 |
| 12+                             | >136 kn (157 mph; 252 km/h)                 | >120 kn (138 mph; 222 km/h)                        | Furacão maior categoria 5          | Supertufão                      | Tufão violento                  | Tempestade superciclônica                | Ciclone tropical muito intenso  | Ciclone tropical severo categoria 5 |

### Origem dos termos usados em ciclones tropicais
A palavra tufão, usada hoje no Pacífico noroeste, pode ser derivada da língua urdu, persa e árabe ţūfān (طوفان), que por sua vez origina-se do grego tuphōn (Τυφών), um monstro na mitologia grega responsável por ventos quentes. A palavra furacão, usada no Atlântico norte e no Pacífico nordeste, é derivada do deus Huracán, um deus nativo ameríndio caribenho. (Huracán é também a origem da palavra Orcan, outra palavra para as tempestades europeias de vento. Estes eventos não devem ser confundidos.) Huracán tornou-se o termo em Espanhol usado para designar furacões.[carece de fontes?]

### Nomes
As tempestades que alcançam a intensidade de tempestade tropical recebem nomes com o intuito de eliminar confusões quando há vários sistemas em uma mesma bacia e ajuda a população nos avisos e preparativos para chegada da tempestade. Na maioria dos casos, um ciclone tropical mantém seu nome durante seu período de existência. Entretanto, sob circunstâncias especiais, os ciclones tropicais podem mudar de nome enquanto estão ainda ativos. Estes nomes vêem de listas que varia de região para região e são definidos alguns anos antes de serem usados. As listas de nomes são confirmadas posteriormente, dependendo das regiões, pelos comitês da Organização Meteorológica Mundial (OMM) ou agências meteorológicas nacionais envolvidas na previsão das tempestades. A cada ano, os nomes de tempestades particularmente destrutivas (se ocorrer algum) são "retirados" e novos nomes são escolhidos em substituição àqueles. Por exemplo, o nome "Katrina" não será mais utilizado para dar nome a outro furacão no Atlântico, pois os danos e prejuízos causados pelo furacão Katrina em 2005 fazem agora parte da história dos Estados Unidos.

## Ciclones tropicais notáveis

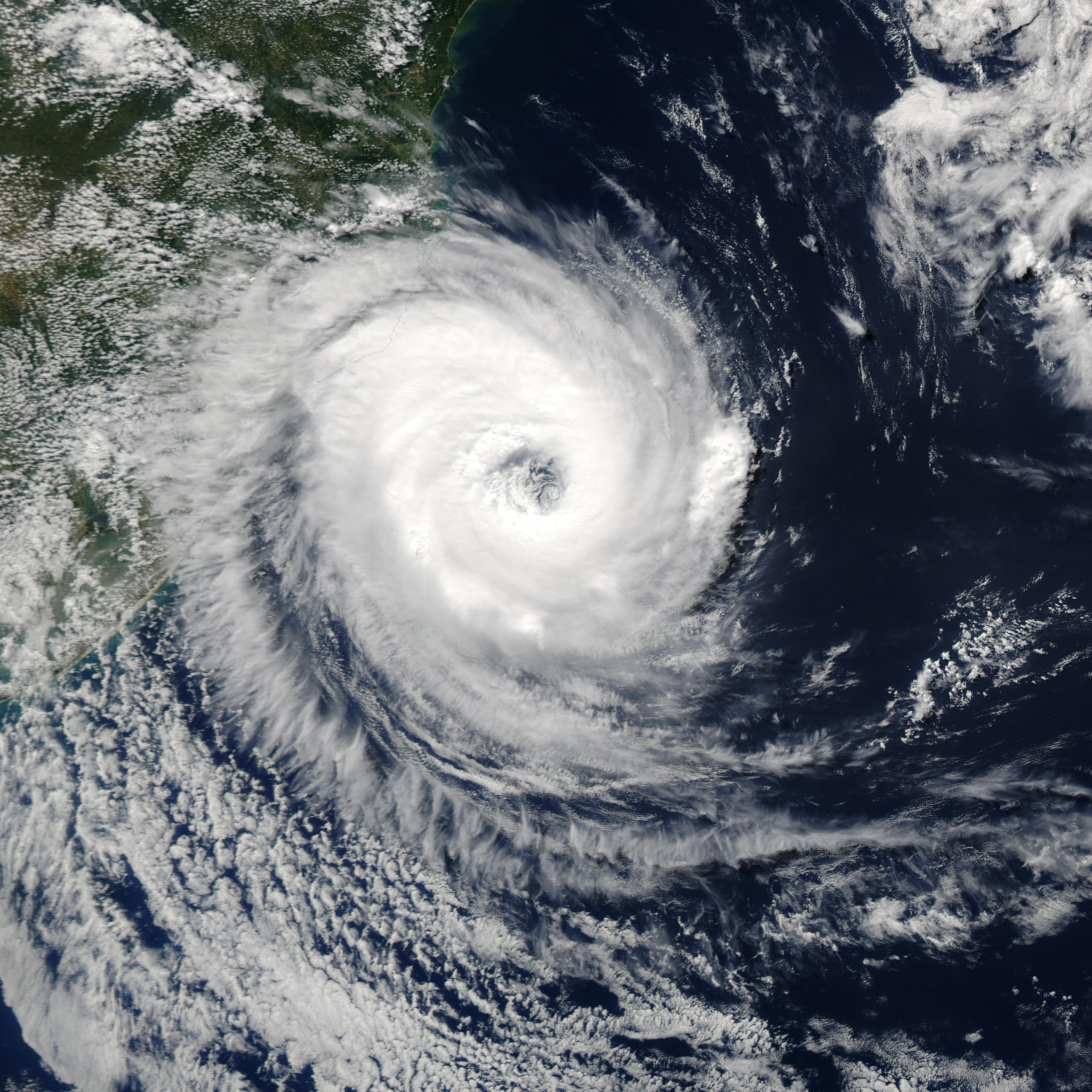
O furacão Catarina foi o primeiro ciclone tropical oficialmente registrado no Atlântico sul, em 2004.

Os ciclones tropicais que causam destruição extrema são raros. Mas quando ocorrem, podem causar muitos danos e milhares de mortes. O ciclone de Bhola de 1970 foi o ciclone tropical mais mortífero na história, matando mais de 300 000 pessoas e possivelmente mais de um milhão após atingir a região altamente povoada do Delta do Ganges em Bangladesh, em 13 de novembro de 1970. A sua intensa maré de tempestade foi responsável pela maior parte das mortes. A bacia do Oceano Índico norte tem sido historicamente a bacia onde ocorreu mais mortes provocadas por ciclones tropicais, sendo que vários ciclones desde 1900 mataram mais de um milhão de pessoas. Na bacia do Pacífico noroeste, o tufão Nina em 1975 matou 29 000 pessoas na China. A pior enchente em 2 000 anos foi causada pelo rompimento de 62 barragens, incluindo a barragem de Banqiao; outras 145 000 morreram devido a efeitos posteriores a tempestade, como a fome e epidemias. Na bacia do Atlântico, o Grande furacão de 1780 é o furacão atlântico mais mortífero na história, matando cerca de 22 000 pessoas nas Pequenas Antilhas. Um ciclone tropical não precisa ser particularmente intenso para causar danos memoráveis; as mortes podem ser causadas pelas chuvas torrenciais e consequentes deslizamentos de terra, que podem ser causados mesmo por ciclones tropicais menos intensos. A tempestade tropical Thelma, em novembro de 1991 matou milhares de pessoas nas Filipinas, mesmo tendo uma intensidade inferior à de um tufão, Em 1982, uma depressão tropical sem nome que posteriormente tornaria-se o furacão Paul matou cerca de 1 000 pessoas na América Central.

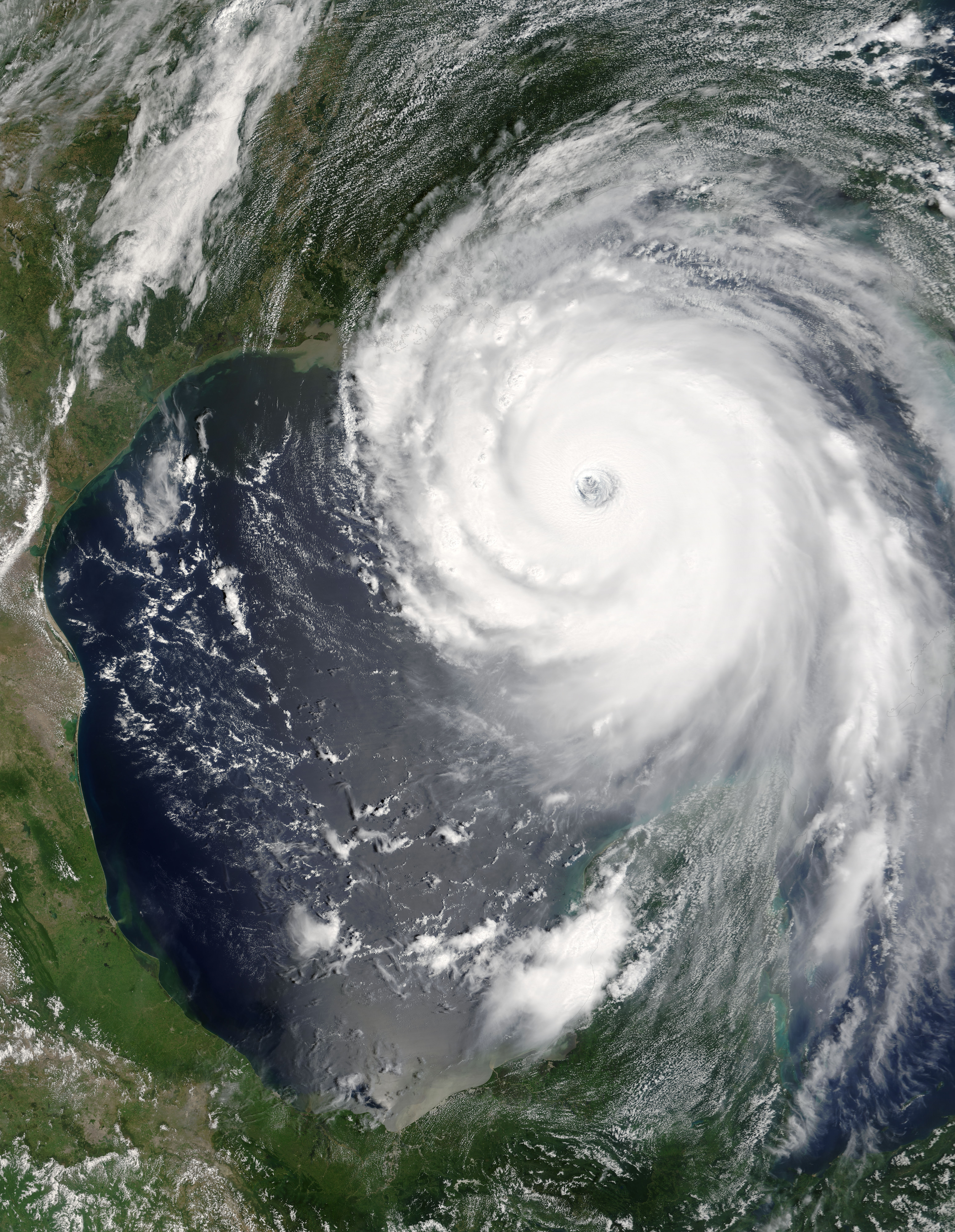
O furacão Katrina em 2005. Katrina foi o cilone tropical que provocou os maiores danos e prejuízos econômicos da história.

Estima-se que o furacão Katrina seja o ciclone tropical que provocou mais prejuízos de todo o mundo, causando $ 81,2 bilhões de dólares em danos em propriedades (valores de 2005), sendo que os danos gerais excedem os 100 bilhões de dólares. Katrina matou no mínimo 1 836 pessoas depois de atingir a Luisiana e Mississippi, na costa sul dos Estados Unidos, como um grande furacão em agosto de 2005. O furacão de Galveston de 1900 é o desastre natural mais mortífero na história dos Estados Unidos, matando entre 6 000 e 12 000 pessoas em Galveston, Texas. O furacão Iniki em 1992 foi o ciclone mais intenso a atingir o Havaí na história, atingindo a ilha de Kauai como um furacão de categoria 4, matando seis pessoas e causando 3 bilhões de dólares em prejuízos. Outros destrutivos furacões do Pacífico incluem Pauline e Kenna, ambos causando danos severos depois de atingir o México como grandes furacões. Em março de 2004, o Ciclone Gafilo atingiu o nordeste de Madagascar como um ciclone de grande intensidade, matando 74 pessoas e afetando mais de 200 000, tornando-se o pior ciclone a atingir o país em 20 anos. No mesmo mês, o furacão Catarina formou-se no Atlântico sul, tornando-se o único ciclone tropical com intensidade de furacão a se formar nessa região. Catarina atingiu o Brasil, no litoral sul do estado de Santa Catarina e litoral norte do Rio Grande do Sul, matando pelo menos 3 pessoas.[carece de fontes?]

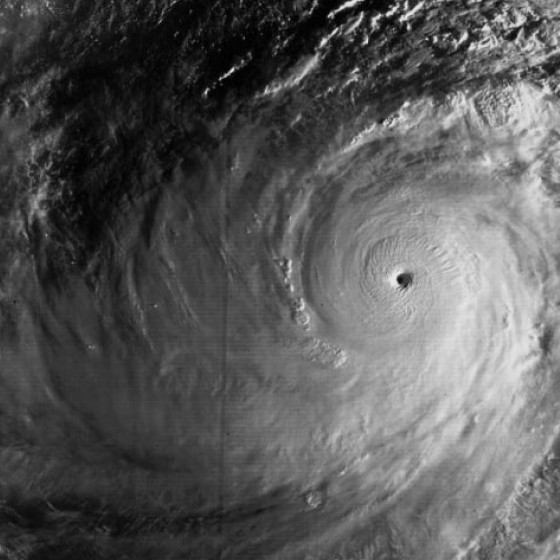
O tufão Tip em 1979. O maior e mais intenso ciclone tropical já registrado.

O ciclone tropical mais intenso na história é o Tufão Tip, ativo no Pacífico nordeste em 1979. Tip alcançou uma pressão atmosférica mínima de 870 mbar (652,5 mmHg) e ventos máximos sustentados de 165 nós (85 m/s ou 310 km/h). No entanto, o tufão Tip não é o único ciclone tropical que detém o recorde de ventos máximos sustentados. O tufão Keith, também no Pacífico noroeste e os furacões Camille e Allen no Atlântico norte atualmente detêm este recorde juntamente com Tip. Camille foi o único ciclone tropical que realmente atingiu terra com essa intensidade, com ventos ininterruptos de 165 nós (85 m/s ou 310 km/h) e rajadas de 183 nós (94 m/s ou 339 km/h), fazendo dele o ciclone tropical mais intenso na história enquanto cruzava a costa. O tufão Nancy em 1961 detinha o recorde de mais intensas rajadas de vento, 185 nós (95 m/s ou 346 km/h), mas pesquisas recentes indicaram que as medidas da velocidade do vento tomadas entre 1940 e 1960 eram muito superestimadas devido à erros de calibração e Nancy não é mais considerado o ciclone tropical com as mais intensas rajadas de vento da história. Uma rajada de vento de superfície provocada pelo tufão Paka, em Guam, alcançou 205 nós (105 m/s ou 378 km/h). Se fosse confirmado, seria a maior velocidade do vento de origem não tornádica registrada na superfície da Terra, mas a leitura teve que ser descartada, pois anemômetro foi danificado pela tempestade. Além de ser o ciclone tropical mais intenso, Tip foi o maior ciclone tropical em tamanho na história. A distância entre seu olho e a isóbara mais externa, onde ainda se encontravam ventos de intensidade equivalente a uma tempestade tropical, alcançou 2 170 quilômetros. O menor ciclone tropical em tamanho já registrado, o ciclone Tracy, teve menos de 100 quilômetros em diâmetro, pouco antes de atingir Darwin, Austrália, em 1974.
O furacão John foi o ciclone tropical de maior duração na história, permanecendo ativo por 31 dias na temporada de 1994. Antes do advento das imagens de satélite em 1961, no entanto, muitos ciclones tropicais foram subestimados em suas durações. O furacão John também tem a maior trajetória de um ciclone tropical na história; John percorreu 12 500 km. Entretanto, não há dados confiáveis para a intensidade de ventos, pressão atmosférica ou trajetória de ciclones tropicais do hemisfério sul após 1998.

## Atividade a longo prazo

Gráfico mostrando as variações na energia ciclônica acumulada (ECA), entre 1950 e 2004.

Embora o número de ciclones tropicais no Atlântico tenha aumentado desde 1995, não há uma tendência global definida; o número anual de ciclones tropicais mundialmente continua, em média, em 87 ± 10. No entanto, a habilidade dos meteorologistas em realizar os análises de dados a longo prazo em certas bacias está limitada pela falta de dados históricos confiáveis, principalmente no hemisfério sul. Por outro lado, há algumas evidências que a intensidade dos ciclones tropicais está de fato aumentando. Kerry Emanuel, meteorologista americano, disse que "o histórico da atividade de ciclones tropicais mundialmente mostra um aumento da velocidade do vento e na duração de ciclones tropicais. A energia liberada pela média dos ciclones tropicais em escala mundial parece ter aumentado em torno de 70% nos últimos 30 anos ou mais, correspondendo a um aumento de 15% na velocidade do vento e 60% na duração".
Os ciclones tropicais no Atlântico estão se tornando mais destrutivos economicamente; cinco dos dez ciclones tropicais que provocaram mais prejuízos na história dos Estados Unidos ocorreram após 1990. Isto pode ser atribuído ao aumento na intensidade e na duração dos furacões que atingem a América do Norte. Além disso, o número de pessoas vivendo em áreas costeiras suscetíveis a ciclones tropicais aumentou, seguindo um aumento no desenvolvimento econômico na região desde o último período de alta atividade dos furacões do Atlântico na década de 1960. Freqüentemente, em parte por causa da ameaça dos furacões, muitas regiões costeiras tinham pouca densidade populacional entre os maiores portos americanos até o advento do turismo com automóveis. Consequencialmente, as regiões mais atingidas por furacões podem não ter sido mensuradas em alguns casos. Os efeitos combinados de destruição de navios em locais remotos limitam severamente o número de intensos furacões nos registros oficiais antes da era dos aviões de reconhecimento de furacões e dos satélites meteorológicos. Embora os registros mostrem um aumento distinto na quantidade e na intensidade dos grandes furacões, especialistas, portanto, consideram o início dos registros dos dados meteorológicos como suspeitos e incompletos.

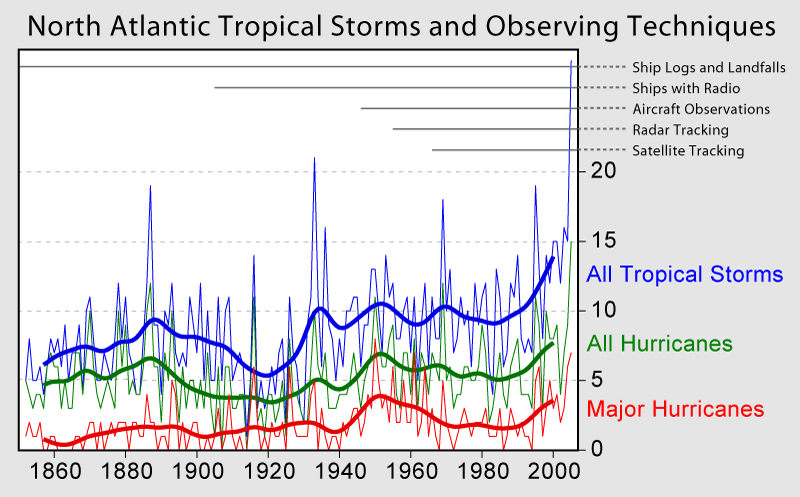
Gráfico mostrando a quantidade de tempestades tropicais, furacões e grandes furacões no Alântico norte, entre 1850 e 2005.

A quantidade e a intensidade dos furacões do Atlântico podem sofrer um ciclo de alta e baixa atividade a cada 50-70 anos, também conhecido como oscilação multidecadal do Atlântico. Embora mais comuns desde 1995, algumas temporadas de furacões estiveram acima da média entre 1970 e 1994. Furacões destrutivos frequentemente atingiam a costa americana entre 1926 e 1960, incluindo muitos grandes furacões que atingiram a região da Nova Inglaterra. 21 ciclones tropicais atlânticos formaram-se em 1933, um recorde somente atingido em 2005, que teve 28 sistemas. A frequência da formação de sistemas tropicais entre 1900 e 1925 não é significativa. Entretanto, muitos ciclones tropicais intensos formaram-se entre 1870 e 1899. Durante a temporada de 1887, formaram-se 19 tempestades tropicais, sendo que um recorde de 4 tempestades formou-se após 1º de Novembro. Entre todos os ciclones tropicais desse ano, 11 intensificaram-se para furacões. Alguns furacões ocorreram entre 1840 e 1860, embora os dados disponíveis sejam incompletos e não confiáveis. Muitos ciclones tropicais atingiram a costa no começo do século XIX, incluindo um sistema tropical em 1821 que atingiu diretamente a cidade de Nova Iorque. Alguns especialistas em história meteorológica dizem que estas tempestades podem ter sido tão fortes quanto furacões de categoria 4 na escala de furacões de Saffir-Simpson.
Antes da era dos satélites, que começou em 1960, e dos aviões de reconhecimento, tempestades tropicais ou furacões eram indetectáveis a menos que um avião encontrasse algum ou um navio registrasse em seu diário de bordo o encontro com uma tempestade, ou quando um sistema tropical atingia uma área povoada.

## Aquecimento global
O Laboratório Geofísico de Dinâmica dos Fluidos da National Oceanic and Atmospheric Administration, Estados Unidos, realizou uma simulação para determinar se há uma tendência estatística na frequência ou na intensidade de ciclones ao decorrer do tempo. A simulação concluiu que os furacões mais intensos no clima atual podem não passar de uma sombra em comparação aos intensos furacões do próximo século, pois o clima terrestre está se aquecendo pelo aumento dos níveis dos gases causadores do efeito estufa na atmosfera".  Em um artigo na revista científica Nature, Kerry Emanuel disse sobre o potencial destrutivo dos furacões, uma medida que combina a intensidade, a duração e a frequência, que "está grandemente ligada com a temperatura da superfície do mar, refletindo os sinais climáticos bem documentados, incluindo as oscilações multidecadais do Atlântico norte e no Oceano Pacífico norte e o aquecimento global". Emanuel previu "um aumento significativo das perdas relacionadas aos furacões no século XXI".  De modo semelhante, P. J. Webster et al. publicaram um artigo na revista científica Science examinando as "mudanças na quantidade, duração e na intensidade de ciclones tropicais" nos últimos anos, período quando as imagens de satélite tornaram-se disponíveis. Sua conclusão principal foi a diminuição no número de ciclones em todo o planeta, exceto o norte do Oceano Atlântico, onde houve um grande aumento na quantidade e na proporção dos ciclones muito intensos.
A intensidade dos efeitos relacionados a ciclones tropicais é surpreendente nos estudos de modelagem meteorológica, que preveem um pequeno aumento na intensidade dos ciclones tropicais como resultado de um aumento de cerca de 2 °C (3,6 °F) no clima mundial. Tal resposta teria previsto apenas um aumento de 10% no índice de potencial destrutivo de Emanuel durante o século XX em vez de um aumento de 75 a 120% segundo seus estudos. Em segundo lugar, após os ajustes nas mudanças na população e inflação e apesar do aumento de mais de 100% no índice de potencial destrutivo de Emanuel, não foram observados aumentos significativos em danos monetários resultados de furacões do Atlântico.
Ambos os estudos consideram que a temperatura da superfície do mar suficientemente quente seja vital para o desenvolvimento de ciclones. Embora nenhum estudo tenha ligado diretamente os ciclones tropicais e o aquecimento global, acredita-se que o aumento da temperatura da superfície do mar seja causado por este fenômeno e pela variabilidade natural na temperatura da superfície do mar, como, por exemplo, a oscilação multidecadal do Atlântico, embora não tenha sido definida uma atribuição exata. No entanto, observações recentes indicam o aquecimento da temperatura da superfície do mar em muitas bacias oceânicas. Em fevereiro de 2007 o Painel Intergovernamental sobre Mudanças Climáticas das Nações Unidas publicou o seu quarto relatório de avaliação sobre mudanças climáticas. O relatório mencionou as muitas mudanças observadas no clima, incluindo a composição atmosférica, a temperatura média global, as condições oceânicas, entre outros. O relatório concluiu que o aumento observado na intensidade dos ciclones tropicais é maior do que as previsões dos modelos climáticos. Além do mais, o relatório considerou que é provável que a intensidade das tempestades continue a aumentar durante o século XXI e declarou que não é mais provável que tenha havido alguma contribuição antropogênica no aumento da intensidade dos ciclones tropicais. No entanto, não há um acordo universal sobre a magnitude dos efeitos antropogênicos do aquecimento global têm sobre a formação, trajetória e a intensidade dos ciclones tropicais. Por exemplo, críticos tais como Christopher Landsea afirmam que os efeitos feitos pelo homem seriam "muito pequenos comparados com a grande variabilidade natural dos furacões". Uma declaração da Sociedade Meteorológica Estadunidense em fevereiro de 2007 indicava que as tendências dos registros dos ciclones tropicais oferecem "as provas a favor e a contra da existência de um sinal antropogênico detectável" no processo de ciclogênese tropical. Embora muitos aspectos de uma ligação entre os ciclones tropicais e o aquecimento global ainda estejam a ser "muito debatidos", um ponto de acordo é que nenhum ciclone tropical individual ou uma única temporada pode ser atribuída ao aquecimento global.

## Outros ciclones relacionados

A tempestade subtropical Gustav em 2002.

Além dos ciclones tropicais, há outros tipos de ciclones de grande escala. Estes ciclones, conhecidos como ciclones extratropicais e ciclones subtropicais, podem ser sistemas isolados e com ciclos próprios de vida ou simples estágios que um ciclone tropical passa durante sua formação ou dissipação. Um ciclone extratropical é uma tempestade que obtém sua energia das variações horizontais de temperatura (baroclinia). Tais condições meteorológicas normalmente estão localizadas em médias e altas latitudes e ciclones extratropicais são típicos destas regiões. Um ciclone tropical pode se tornar um ciclone extratropical ao seguir para para latitudes mais altas: o ciclone deixar de consumir a energia associada à condensação de ar úmido, que se torna escasso em latitudes mais altas, e passa a obter energia das variações na temperatura entre as diferentes massas de ar. Nestas condições, o sistema deixa de ser barotrópico e passa a ser baroclínico. Sua estrutura muda radicalmente: seu olho e parede do olho deixam de existir e sua convecção não mais atinge grandes altitudes. Seus ventos mais fortes deixam de estar situados no centro do sistema e migram para outras regiões da circulação ciclônica de ventos. Além disso, embora seja raro, um ciclone extratropical pode se transformar em um ciclone subtropical e deste se transformar em um ciclone tropical novamente. Do espaço, ciclones extratropicais apresentam um padrão de nuvens com o formato típico de uma vírgula. Os ciclones extratropicais também podem tão perigosos quanto ciclones tropicais, embora seus ventos não mais atinjam a intensidade quando o ciclone tinha a natureza tropical.
Um ciclone subtropical é um sistema meteorológico que tem, ao mesmo tempo, características de um ciclone tropical e de um ciclone extratropical. Formam-se em uma ampla faixa de latitudes, entre a linha do Equador e a latitude 50° (sul ou norte). Embora os ciclones subtropicais raramente apresentem ventos com intensidade de furacão, podem tornar-se um ciclone tropical verdadeiro quando núcleos ficam mais organizados e quentes. De um ponto de vista operacional, não é classificado normalmente como um sistema subtropical o ciclone tropical que está em fase de transição para um ciclone extratropical.

## Ciclones tropicais na cultura popular
Na cultura popular, os ciclones tropicais têm feito aparições em diferentes tipos de mídia, tais como filmes, livros, televisão, músicas e jogos eletrônicos. A mídia pode apresentar ciclones tropicais que são inteiramente ficcionais ou basear-se em eventos reais. Por exemplo, supõe-se que o livro Storm, de George R. Stewart, um best-seller publicado em 1941, inspirou os meteorologistas a dar nomes femininos a ciclones tropicais do Pacífico. Outro exemplo é o furacão em A Tempestade Perfeita (Mar em Fúria no Brasil), que descreve o naufrágio do Andrea Gail durante a tempestade nor'easter do halloween em 1991. Além disso, furacões hipotéticos foram apresentados em partes de episódios de séries como Os Simpsons, Invasion, Family Guy, Seinfeld, CSI: Miami, e Dawson's Creek. O filme de 2004 O Dia depois de amanhã inclui várias menções sobre ciclones tropicais atuais, apresentando também tempestades árticas não tropicais fantásticas que lembram furacões.